# 廉政英雄角色列表
廉政英雄角色列表是2011年台灣劇集《廉政英雄》登場人物的介紹列表，本劇由主要人物貫穿全劇，並依各單元安排加入新角色；部分角色會因劇情需要加重戲份，在單元之後成為主要人物。部分演員會在各單元以扮演不同角色的形式重覆出現。

## 主要人物

### 地檢署
| 演員     | 角色   | 介紹 | 登場回數                                                  |
| 張銘     | 石正茂 | 地檢署主任檢察官 54歲，負責辦理重大刑事案件的主任檢察官，人稱「石頭」，名副其實，性格堅強、正直、固執到無人能敵。另外也有「石青天」之稱，辦案不畏強權、不徇私情，任何事全部以“公正”為主，只要有重大案件交到自己手上絕對辦到底。但因為在工作上與罪犯結下的一系列仇恨，妻子和女兒都曾在不同案件中遭受過綁架、劫為人質。雖然每當家人受到威脅時，會陷入公正與親情之間兩難的困境，但最終沒有向惡勢力低頭，且都能想辦法反敗為勝。除了公事以外，對下屬們也十分關心，一直是閃電組不可缺少的最強棟樑。             | 第1-55，60-111，114-116，120-139，147-212，232-233，235回 |
| 李政穎   | 杜亮勤 | 地檢署檢察官 34歲，負責刑事案件的檢察官，人稱「冷面判官」，擅長搏擊，辦案冷靜、嫉惡如仇，精通犯罪心理學。是地檢署的大明星，獲得所有女同事的青睞與崇拜。有強大的正義感，個性衝動又愛逞英雄，有時不惜性命都要取得先機，固執不知變通之程度，有時讓身邊所有人都難以接受。一次辦案時因頭部受重擊而患上腦積水，直到一段時間過後才察覺到病情嚴重；即便如此還是堅持帶傷辦案。但緊接著被幕後組織的「清道夫」郭政儒槍擊頭部至重傷，所幸及時動手術而保住一命，進而移除腦部的積水，此後被送至國外治療且順利復健。       | 第1-84回                                                  |
| 江祖平   | 王菲   | 地檢署檢察官 31歲，負責刑事案件的女檢察官，人稱「女諸葛」，跆拳道五段，辦案一絲不苟、臨危不懼，與杜亮勤是互相信任的多年搭檔。嫉惡如仇的同時富有愛心與同理心，會對案件受害者們伸出援手。曾幾次在任務中負傷，但每次都是屹立不倒。期間也因故離隊過兩次，先是從千門八將手中救出曾進海之母，回國後使用姐姐「王婷」身份，臥底調查過失蹤的國家未來計劃書；後來則是查緝李玫瑰販毒集團時，因頭部受傷而離隊休養。在敏國強一案中回歸閃電組，隨後卻在葉土城引發的土地開發案中，不幸被葉土城買兇殺害而殉職。           | 第1-23，26-30，43-70，87-91，122-125回                    |
| 尹崇珍   | 邱雅琪 | 地檢署書記官 29歲，閃電組首任書記官，經常跟在王菲身邊，也在向她努力學習以成為一名檢察官。個性大大咧咧、愛八卦、嘴巴不停歇，貪吃，因此被起外號叫「大胃王」。缺點是容易意氣用事，說話有時沖頭衝腦，冒犯到他人卻渾然不知。一直想要撮合王菲跟杜亮勤，對於任何會阻礙兩人在一起的人都沒好感。與新來的檢察官雷鈞安發展為戀人關係，即使他實為千門八將一員，但一直以來都相信著他的為人。但後來受到牽連而被李玫瑰販毒集團綁架、強制染上毒癮，雖然被平安救出而開始康復，卻還是遭遇幕後組織用芬太尼攻擊至重度昏迷。   | 第1-52，60-63，87-94回                                    |
| 湯若以   | 莊曉雯 | 地檢署書記官 26歲，閃電組第二任書記官，在雅琪調職時前來支援，身為雅琪的學妹，個性跟她一樣愛八卦。為人溫柔有愛心、富有正義感，但有時說話和行為都比雅琪還要沖頭沖腦。隨著長時間的相處而與閃電組產生濃厚的友情，最後成功考上檢察官而外出受訓一年。 | 第53-174，178-179，184-222回                              |
| 余秉諺   | 簡少軒 | 地檢署檢察官 34歲，表面上是李玫瑰的忠誠副手，實際上是由檢察總長指派、安插在李玫瑰身邊搜證的臥底檢察官。外號「魔術師」，擅長變魔術，個性獨立自我、只相信自己，有強大的正義感，為了破案不顧性命。臥底期間結識雷鈞安，經過多次交涉後變成他少數信任的盟友之一，後來自願多次協助且維護他，更是受到他的經歷影響而逐漸對司法產生質疑。即使最後成功摧毀李玫瑰的毒網，卻也沒有成功阻止雷鈞安因為雅琪的昏迷而踏上復仇之路。但很快便重新振作起來，參與閃電組不少重大案件，最後因外出受訓而離隊。                     | 第87-95，105-111，115-117回                               |
| 張雁名   | 宋繼綱 | 地檢署檢察官 33歲，負責毒品案件的檢察官，外號「鐵警檢座」，帶頭衝鋒陷陣的執法先鋒。原是保安大隊隊長，指揮海外走私毒品案，在親人遇害後辦案一度冷血處事，為了破案不惜利用刑求以及開槍射殺犯人，直到最後才領悟到友情的無價。因某次自主訓練認識文君，也是除了石主任以外第二知道文君化名在酒店臥底的人。 | 第100-104，109-122，125-134回                             |
| 楊雅筑   | 楚敏慧 | 地檢署檢察官 29歲，善惡分明的檢察官，外號「女羅剎」，法律系的高材生，體力好、擅長空手道，起初跟雪莉在跑步健身時認識。辦案時習慣當一個秘密主義者，為了防止洩露案情而儘量對部分低層同僚隱瞞案情。直到一次為警隊造成重大傷害後才感到懊悔，不僅改變辦案方式，待人性格也從陰沉變得笑口常開。在案件結束後就出國進修。 | 第108-122回                                               |
| 陳邦鋆   | 簡少雄 | 地檢署檢察官 33歲，負責刑事案件的檢察官，外號「笑面虎」，簡少軒的弟弟，在哥哥少軒外出受訓時代替他辦案。為人總是笑口常開，一向用親和力辦案，會打泰拳，有時會在辦公室練體力，與政風室也有交情。大部分都是跟著宋繼綱搭檔、一起辦案，一直和他一起同進同退。 | 第109-131回                                               |
| 白家綺   | 陳文君 | 地檢署檢察官 29歲，負責毒品案件的檢察官，外號「百變女羅剎」，為人心地善良，善於觀察、喬裝、搏擊、手腕高明。原為緝毒組警官，在就讀警專期間哥哥陳志仁因販毒而被殺害，喬裝成酒店公關並化名「程美晴」在酒店臥底調查真相。而臥底期間所產生的恩怨，導致患精神病的母親受牽連而遇害，甚至得知哥哥被害也是咎由自取，但也很快重新振作。案件結束後未回到原先單位，受石正茂鼓勵考上檢察官加入閃電組，與劉允文搭檔辦過一些後續案件，直到人蛇集團案件結束後出國進修。                                                   | 第128-166回                                               |
| Gino     | 劉允文 | 地檢署檢察官 32歲，負責刑事案件的資深檢察官，外號「平民英雄」，跆拳道三段，原先服務於家事科，洞悉犯罪心理層次，並且十分聰明機智，任何危機情況都能化險為夷。辦案擇善固執，責任感與正義感兼備，也有著幽默風趣的一面。缺點是一旦牽扯到私人問題容易偏激、自我為中心，因此不止一次與同事和家人發生衝突。這源於他從小與弟弟出生於父母離異的破碎家庭，與早早離家的母親也有著極深的過節。直到與母親因牽扯人蛇集團案件而重逢，從敵對到最後解開心結而與母親和解，乃至願意讓她與弟弟母子團圓，也慢慢改善自身的缺點。 | 第139-226，232-235回                                      |
| 增山裕紀 | 羅民生 | 地檢署檢察官 30歲，負責金融案件的檢察官，外號「財神爺」，對財經方面的知識可以倒背如流，柔道高手，性格幽默風趣，對穿著十分講究。但做事有時比較我行我素、獨斷專行，服從性也不如其他人，有時候不惜性命都要取得先機而衝鋒陷陣，也因此曾經多次違抗命令而隻身深入險境，在一次堅持帶傷辦案時險些丟掉性命，受此經歷才有所收斂。 | 第173-195，200-235回                                      |
| 常立琳   | 曾靜琳 | 地檢署檢察官 30歲，負責政治案件的女檢察官，前資政曾茂發的女兒，為人沉穩嚴肅、辦事不徇私情。原為政治線記者，因此對於新聞蒐集資料非常敏銳，在經歷自己父親的案件後考上司法官，與同樣剛入隊的羅民生成為搭檔。因為父親的罪過而常受到其他人排擠，但信心並沒有為此受阻，工作期間和羅民生的關係越見曖昧。 | 第50-55，78-82，174-195，213-235回                        |

### 市刑大
| 演員   | 角色   | 介紹 | 登場回數                                |
| 劉香慈 | 王雪莉 | 市刑大隊長 30歲，市刑大的資深女警官，人稱「霹靂嬌娃」，槍法精準、身手矯健。從小受警察父親之影響而崇尚警察職務，長大後以優異成績從警校畢業。在閃電組出勤時一向打頭陣，是閃電組最不可缺的一份子，長期對杜亮勤有好感，儘管一直不被他注意。但個性比較衝動，憤怒時的情緒會火爆到難以控制，因此經常與上司發生爭執，不止一次險些被革職。其下屬兼搭檔郭國基受她准許，於敵巢臥底時不幸殉職，加上後來杜亮勤遭到頭部槍擊的這兩件事，至今對她帶來難以抹去的悲痛陰影，最後因外出受訓而離隊。         | 第1-48，74-140回                        |
| 周孝安 | 郭國基 | 市刑大警官 32歲，偵三隊的領隊，近身搏擊高手，是雪莉最信任的搭檔。起初有點大男子主義，跟雪莉屢次意見不合、發生衝突，直到在抓捕張國豪父子的行動中，為了立功而沒有向上提報，卻不慎造成同仁受傷才有所改變。此後逐漸欣賞雪莉的個性與能力，在她受委屈時會替她出頭，後來還在一次喝醉時向她表過白。表妹謝婉華不幸死於一場校園販毒案，悲憤之下用假名「謝中興」冒險到毒販曾進海身邊臥底。然而在身份洩漏下被俘，困在敵人的炸彈陷阱中捨命救下人質而不幸殉職，至今對雪莉一行人留下痛苦。             | 第3-28回                                |
| 阿竿   | 許忠義 | 市刑大警官 31歲，偵三隊主要成員，外號「一哥」，擅長監聽。足智多謀、神經兮兮，雖然大部分時間待人態度傲慢、粗魯，但對同仁還是十分講義氣。有點自大，愛在同事面前炫耀，自稱「警界教科書」。但在許多關鍵時刻靠不住，一次為救耀廷而不慎近距離槍殺吸毒發瘋的犯人後，對開槍時機留下非常大的陰影。 | 第3-70，74-148，160，162-163，172-235回 |
| 爆爆   | 袁耀廷 | 市刑大警官 30歲，偵三隊主要成員，外號「圓滾滾」，忠義的最好搭檔，多年與他互相信任。體形看似肥胖，卻身手矯健，擅長開鎖、不擅長思考。愛吃零食，老是將“吃”掛在嘴邊。反應能力差，常常被學弟學妹們吐槽應該要減肥，每次上當後絕不承認自己笨。 | 第3-49，54-110，115，118-235回          |
| 周孝安 | 李孝文 | 廉政署警官 33歲，國安局人員兼廉政署探員，長相酷似郭國基，起初受上級指派在曾茂發身邊臥底兩年並指證其罪行，而臥底任務結束後正式加入偵三隊參與各種調查。因為父母離異的關係導致個性我行我素，在偵辦不法建商龍興國時遭到誣陷殺人，還被他以私人恩怨為由而進行一頓暴打。雖然事後得救並昭雪，但精神受影響導致變得更加孤僻、易怒、不近人情；但依舊是刀子嘴豆腐心。之後在自己久別多年的母親告知下，得知自己其實是黨國大佬敏文華的“私生子”，於是就此前去美國調查身世內幕，但之後與母親在美國失蹤。 | 第47-55，66-70，74-82，87-97回          |
| 劉雨辰 | 張晴文 | 市刑大警官 27歲，刑事組的女警官，雪莉的下屬，善於裝扮，專攻情資分析、喬裝打扮與滲透作戰。但不為人知的是，她是敏國強麾下的女殺手之一，長時間潛伏在偵三隊中臥底。後來謊報軍情將大量警察引入陷阱而造成同僚傷亡慘重，身份隨後暴露而遭到同為女殺手的趙佳萱滅口，對雪莉等同仁道完歉後身亡。 | 第75-95，98-115回                       |
| 華千涵 | 王美芳 | 市刑大警官 26歲，督察組的女警官，雪莉的下屬，在夜店賣淫案被召至市刑大。原本是市警局的基層警員，被調職高昇而擔任政風室的警官，負責清查警界內部的蛀蟲。有過目不忘的記憶力，也是舞蹈高手，擅用女性外表去勾引嫌犯。 | 第75-118，148回                         |
| 張家瑋 | 張書瑤 | 市刑大警官 26歲，監聽組的女警官，唐蒙恩的下屬，在夜店賣淫案受他推薦調至市刑大。辦案聰明伶俐、能言善辯，是監聽與監視的高手，由於不擅長臥底任務，每次都在監視車中監視敵方動向；因此視忠義為偶像，經常和他一起辦案。 | 第76-122，135-137回                     |
| 顏曉筠 | 賴嘉怡 | 市刑大警官 27歲，保全組的警官，文君的下屬，曾經當過保護參選元首的保全護衛，被調到市刑大後慢慢大展身手，通過了種種挑戰後成為市刑大隊伍中不可缺少的一份子，並在之後逐漸對與檢警合作的線人彭羽產生好感。 | 第140-165，168-235回                    |
| 吳迦樂 | 方筱莉 | 市刑大警官 25歲，肅竊組的警官，擅長辦理竊盜案，從肅竊組調來偵三隊協助。一度熱衷於網路交友，但不慎被對方用假資料誘騙，之後在網上偶然結識黃昭志，與他交往一陣子後卻對他的死、以及身份被其雙胞胎哥哥黎信宏頂替而一無所知，案件結束後還是在毅華告知下才發現真相。 | 第148-177，186-231，235回               |
| 羅子惟 | 羅毅華 | 市刑大警官 28歲，肅竊組的警官，辦案時一般會跟著耀廷，雖然所有警察中階級最低，但還是很關心學長學姐們，之後喜歡上學姐筱莉。 | 第158-184，187-235回                    |

#### 科學鑑識組
| 演員   | 角色   | 介紹 | 登場回數                                                   |
| 狄志杰 | 許文傑 | 科學鑑識組員 33歲，科學鑑識人員，閃電組的支援者，也是杜亮勤與高怡如的大學同學。頭腦和技術卓越的同時，性格比較神經質，源於杜亮勤在大學時經常拍他背驚嚇他。平時不爽雅琪的傲慢態度，有時喜歡捉弄、嘲諷她，並且打算極力湊合亮勤和怡如和好，辦完一些案情後出國進修。 | 第4-31，37-39，42-58回                                     |
| 劉研伶 | 麗貞   | 科學鑑識組員 30歲，鑑識組的女組員，文傑的同事，能力非凡、聰明伶俐，閃電組的支援者。在千門八将案件中新加入鑑識組，對一些槍械、炸藥等武器知識有很深的見解，一直是文傑和蒙恩的好幫手。                                                                             | 第29，34-67，74-87，91-101，104，108-109回                 |
| 馬念先 | 唐蒙恩 | 科學鑑識組長 34歲，鑑識組的組長，閃電組的醫學專家，擁有豐富的科學知識，幫助閃電組得到很多醫療知識。美國留完學後在浴鹽事件中初登場，之後不僅成為淨鹽專案小組的成員，並且在往後的案件調查時具有很大的貢獻。當雪莉不在時，有時會對耀廷跟忠義的能力感到無奈。       | 第66-69，76-87，92-93，97-128，132-138，142-146，153-154回 |

### 其他角色
| 演員   | 角色         | 介紹 | 登場回數 |
| 红毛   | 梁東明       | 線民 32歲，一名游走黑白兩道的街頭小混混，之後成為向檢警提供相關線索的線人。自稱「梁少爺」，性格氣焰囂張、樂觀自在，貪生怕死卻十分機智。起初只是一名好賭、好色、無所畏懼的毒販，自從張國豪事件中作為重要證人，此後開始為閃電組提供道上的線報來換取自由，開始慢慢往上爬而得到「金牌線民」的稱呼。在城市的各個街角都有眼線，在閃電組逮捕一些大人物的時候具有一定貢獻，但個人其實非常不滿總是被他們當作“衛生紙”用完後就扔掉。                                                             | 第1-20，24，31，43-48，60-70，76-83，88-90，94-103，115-122，128-138，142，149，153，159-163，168-172，184-227，229-232，235回 |
| 章永華 | 周國政       | 立法委員 65歲，一名行事貪腐、賊喊捉賊的政客兼民意代表，還是一名見利忘義的好色之徒。長期為了維持政治地位以及謀取個人私益，見誰有錢有勢就會投靠誰，例如張國豪、朱泰元、何嘉聰等等。但十分貪生怕死，為了保命可以出賣任何人。時常為了保住面子而跑去關說閃電組，但有時在面對他們的脅迫時會提供意想不到的線索。 | 第1-6，13-22，36，39，49-55，76-81，95-99，102，116-121，125-129，213-216，219，222-225回                                      |
| 王希華 | 黃銘偉       | 襄閱主任檢察官 48歲，閃電組的副座，石正茂的上級長官兼老同學，時常盯著閃電組的各個偵辦進度。每一次都會因為案件的事情而與石正茂發生爭吵，由於害怕權威下只能無奈跟上級配合、給石正茂和他的隊伍做出各種懲處，但每一次在他們獲得清白下只是站在一旁無話可說。 | 第3，6，11，34，53-54，60，67，109，119-121，125-127，174，180-183，214-217，223回                                             |
| 李全忠 | 吳中雷       | 市刑大局長 55歲，偵三隊的局長兼最高長官，負責指揮調度所有警隊；經常會因為偵三隊的衝動而惹上麻煩，曾經在國基殉職時對私下授權他臥底的雪莉大發雷霆。個人由於過度專注於工作而沒時間照顧家人，使獨子吳嘉佑誤入歧途、淪為不良少年，起初完全不審視自己的錯，最後在他涉案身亡時才懊悔自己愧對兒子。 | 第12，28，48，54，95-98，102，109-114，117回                                                                                   |
| 潘慧如 | 高怡如       | 律師 33歲，杜亮勤的前女友，法律系高材生，辯護時十分尖銳、滴水不漏，至今都愛著亮勤。大三學期就通過律師資格考試，一畢業就執業，但由於急切想賺錢以報答將她養育長大的姑丈與姑姑，會選擇幫一些重罪犯打官司，與杜亮勤的感情因此決裂。多年後打算與杜亮勤復合卻一直沒被接受，經過親人之死以及旁人的勸說後才一改常態，加上後來被國基捨命拯救，使她決定重新考慮自己的人生目標。之後個性變得活潑開朗，也成為一名富有原則、維護正義的律師，與杜亮勤也重新開始一段分分合合的戀愛關係。             | 第17-46，73-79回 |
| 文汶   | 羅心彤張雅庭 | 小說家 30歲，擁有多重身份的王牌女殺手，作為幕後組織的關鍵人物，首次以本人形式出現時偽裝成一名備受網民崇拜的犯罪小說家，筆名〈神狩〉。本名為「黃心萍」，為黃德隆的親生女兒，從小被組織養大、訓練成頭號殺手，長大後逐漸對組織的殘暴程度感到不滿。為了調查自己的身世，不停地去接近一些長相帥氣、擁有龐大利用價值的司法人員，包括杜亮勤和簡少軒。有時候也會暗中幫助檢警，經常習慣用杯墊留下各種線索。在身世水落石出、付出眾多代價下自願出面指認組織，最後以污點證人的身份判處二十年徒刑。 | 第38，104-117，169-172，183-210，213-226回                                                                                     |
| 陸一龍 | 黃德隆       | 國際恐怖分子，「總教官」 64歲，有權有勢的黑幫大佬，幕後組織的核心大人物，擁有龐大人脈與財力，在台灣與大陸之間有著很大的影響力。作為組織軍隊的首席訓練官，對組織極為忠誠，跟張雅庭是不為人知的親生父女關係。起初為人老奸巨猾、狂妄自大，犯案滴水不漏，牽扯過多起重大案件卻屢次逃脫法律制裁。其中包括劉允文母親的人蛇集團案件、以及雷忠霖更生案，因此與閃電組結下極深的仇恨。隨著閃電組逐漸攻入組織核心，開始為了女兒著想而最終認罪投降，與女兒含淚相認後以重罪起訴而判處死刑。         | 第163-166，173-192，207-226回                                                                                                  |
| 楚宣   | 謝儀萱       | 律師 31歲，美麗強悍的辯護律師，在司法界是出了名的狠角色，允文大學時代的女友，一直都深愛著允文。私底下同樣是為組織賣命多年的律師，與张雅庭也是从小一起長大、被訓練成人間兵器的姐妹，武藝較弱的她靠能言善辯的口才與法律知識才獲得高層賞識。經過販嬰事件後，同樣對自己身世產生質疑，與雅庭結盟調查身世之謎。起初對組織較為忠誠，直到身份被劉允文發現後，被他勸服而決定痛改前非，成為檢警的關鍵污點證人。最後本要計畫重新開始生活時，卻為了救人而發生嚴重車禍，導致腦出血而傷重不治。     | 第184-194，197-221回 |

## 單元人物

### 第一單元：飆速100
| 演員   | 角色    | 介紹 | 登場回數         |
| 柯俊雄 | 張國豪  | 國豪集團總裁 60歲，一位有權有勢、老奸巨猾的商人，政商關係好的他通吃黑白兩道，是道上口中的大金主。妻子在年輕時坐牢期間病死，如今兒子造成車禍後，基於愧疚而想盡辦法幫他掩蓋，但一直遭到閃電組阻撓，因此多次試圖對他們進行暗殺，但最後還是被檢警圍捕而抓獲。說服兒子認罪協商坐牢後，自己以“保外就醫”逃脫法律制裁，走出法院後準備對閃電組實施報復。得知石正茂叔叔石昌明以及表弟石正經的販毒事件作為籌碼，對媒體公開後試圖對石正茂施壓，但由於石正茂沒有屈服且“大義滅親”，因此最後還是沒有稱心如意。 | 第1-12回         |
| 成潤   | 張家綸  | 國豪集團少東 29歲，張國豪的兒子，自小與母親生活在美國，母親過世後被父親接回台灣照顧。在父親的慣養及放縱之下，成為一名目中無人、囂張跋扈的大少爺。仗著父親政商關係好，在外面完全不怕得罪人，覺得出事後總有自己父親幫他撐腰。醉酒駕駛撞死許白宗後不僅找朋友頂罪，甚至毫無悔意、繼續惹事生非。但犯行最終因黃天佑父子的作證而水落石出，在警察的圍捕下落網。本來還是一副死不悔改、一臉不屑的樣子，最後在父親的指責與說服下才決定認罪投案，入獄後仍然受父親的人脈保護。                               | 第1-7回          |
| 湯志偉 | 黃天佑  | 督察長 51歲，警界的督察長，二線三星、威嚴十足的高階警官，卻反對兒子當警察。與張國豪是多年好友，也是在張國豪的支持下當上督察長。身為警界高層，個性卻十分懦弱，得知車禍真相後為了保護兒子免受張國豪傷害，不惜知法犯法、銷毀證據來隱瞞案情的真相。然而所作所為最終引起檢方的注意，開始反省自己近來的愚忠，不但承認自己嚴重失職，更是承認自己長期愧對兒子。為了妻小決定投案時受到張國豪買兇刺殺而受傷，所幸搶救及時而平安脫險，案件結束後遭到解職、接受調查。                                       | 第1-7回          |
| 高欣欣 | 傅冬梅  | 督察長夫人 49歲，黃天佑的妻子，傳統的家庭主婦，在年輕時和張國豪是朋友。每次都配合天佑的做法，但因為得知炳傑並沒有撞死人且幫家綸頂罪後，為了幫兒子炳傑平反而多次跑去找張國豪理論，也無法接受丈夫的懦弱。最後威脅要和他離婚、花費龐大精力才成功勸說自己丈夫和兒子去自首。 | 第1-7回          |
| 趙     | 黃炳傑  | 督察長之子 29歲，黃天佑的兒子，前途無量、富有責任感的他曾報考警察，但受到父親的百般阻攔，就此自暴自棄淪為不良少年後與張家綸結為好友。在家綸酒駕賽車造成車禍時坐在一旁，為了朋友情誼而答應幫他頂罪，直到最後才徹底醒悟後決定回頭認罪協商，最後同樣以作偽證而被起訴。 | 第1-6回          |
| 姚元浩 | 姚順風D | 地檢署檢察官 31歲，閃電組的檢察官，柔道四段的高手，外號「大黃蜂」。不久前才考上檢察官，警察出道時身為雪莉等人的學長。在道上的關係比較好，有許多意想不到的線民，在這次飆車事件中站在第一線，案件結束後就自行離隊。 | 第1-7回          |
| 江俊彥 | 張憲詩  | 國豪集團律師 30歲，張國豪忠心耿耿的部下兼法律顧問，多次幫助張國豪打贏官司，或是提供他跟檢察官周旋的方法，個人很少做髒活。後來幫助被捕的張國豪當庭釋放後，接替羅信文位置擔任特助。最後因帶頭背叛且造成石正經中槍受傷，而被黃俐馨報復開槍射傷手臂。 | 第1-12回         |
| 戴士堯 | 羅信文  | 國豪集團特助 32歲，張國豪的特助，為道上兄弟，待人蠻狠無理，深沉的語氣及時不時咳嗽的習慣讓人印象深刻。一向幫張國豪做所有髒活，包含毆打新聞記者及兩度襲擊檢察官作為威懾手段。逃出公司大樓時帶頭衝破警察防線，卻被警方截住當場抓獲，以重罪送入監牢。 | 第1-6回          |
| 許文檳 | 蕭仁漢  | 毒梟 35歲，超級大毒梟，從東南亞進口毒品，是兩岸毒品市場最大的廠商，是張家綸和梁東明的毒品供應商。最後被張國豪出賣後，在毒品上岸時被眾檢警截獲而逮捕。 | 第3-5回          |
| 陳民佑 | 包大同  | 國豪集團員工 30歲，外號「阿炮」，羅信文的心腹手下，多次被羅信文唆使襲擊杜亮勤和王菲，但每次到最後都失敗且落荒而逃，最終被王菲抓獲而入獄。 | 第4-6回          |
| 駱愛婗 | 林筱憶  | 國豪集團員工 25歲，國豪集團總務部的員工，年轻貌美的她遭張家綸性騷擾。受到委屈打算通風報信卻遭到囚禁，最後平安被警方救出，將張國豪父子的罪證全數供出。 | 第2-5回          |
| 林威利 | 許白宗  | 大學生 24歲，從國外畢業的大學生，找到工作、原本有著美好前途，但夜裏堅持要幫助生病的父親出去送報時，慘遭酒駕賽車的張家綸開車撞死。 | 第1回            |
| 鮑正芳 | 吳珊玲  | 退休公務員 63歲，許白宗的母親，退休的公務員，與丈夫辛苦的拉拔白宗念到博士。正要享受晚年生活，卻遭逢喪子之痛，為了找出真相而不斷四處奔走。 | 第1-4回          |
| 唐川   | 許家浩  | 退休公務員 65歲，許白宗的父親，退休的公務員，退休後另覓得送報工作。一生培育著白宗，期望他成為未來的依靠，無法接受兒子的死，而住進加護病房。 | 第1回            |
| 劉克勉 | 方一京  | 監察委員 38歲，一名貪官，張國豪私人招待所的賓客之一，長期被張國豪收買而維持自己的政治地位，因而成為他的重要維護者。 | 第1-2，5回       |
| 林尚霖 | 張議員  | 市議員 40歲，一名貪官，張國豪私人招待所的賓客，是一名不明事理的民意代表。關切過飆車族與其家屬，後因爲都市變更法案而被何嘉聰市長找來商討。 | 第1，5，18回     |
| 王彼得 | 黃信哲  | 地方法院院長 62歲，起初身為地檢署檢察長，後來轉任法官成為地方法院院長。在各個事件中受到各界輿論壓力，會時不時對閃電組進行關說，但必要時還是會支持閃電組。 | 第1，30-31，53回 |
| 譚慶普 | 張立群  | 檢察總長 62歲，閃電組的最高上司，不滿台灣的現況，授權且協助石正茂帶領閃電組偵辦一系列重大案情。本人參與的案件包括溫府滅門血案、李玫瑰犯罪集團、以及臺菲漁業衝突。 | 第1，55，100回   |
| 李沁凝 | 尤秘書  | 國豪集團秘書 32歲，張國豪的女秘書，一般幫他處理瑣事，但與他的犯罪集團毫無瓜葛。 | 第1-5回          |

### 第二單元：他是我兄弟
| 演員   | 角色   | 介紹 | 登場回數        |
| 陳松勇 | 石昌明 | 昌明診所院長 70歲，石正茂的叔叔，對於正茂而言猶如父親一樣的存在，年輕時就開始經營戒毒診所，為人正直、善良，也對吸毒患者非常有耐心。富有愛心的他挽救過許多生命，在醫學界非常出名，同時把自己一生的精力花費在親生兒子石正經上，卻對他長期以來的販毒行徑的事情根本一無所知。後來還是在張國豪的告密之下才得知兒子的所作所為，自責教子無方的同時，對是否要讓正經接受法律制裁感到猶豫不決。但最後仍出面斥責並勸說兒子去自首，並表示自己會一直等正經回家。 | 第7-12回        |
| 高捷   | 石正經 | 跨國毒梟 44歲，石昌明的兒子，石正茂的堂弟，本是石家的驕傲，背地裡卻是一名野心勃勃的高級毒販。多年來在日本做古董生意時，開始在台日兩國之間走私毒品，這次回國準備與女友俐馨一同接手毒品市場。一直以來都在家人面前裝成正人君子，直到被張國豪出賣而洩漏犯罪實證，起初在與正茂的對峙中死不悔改，但在劫囚逃跑過程中遭張國豪的手下暗算而受傷住院。醒後得知女友黃俐馨為救自己而死，悲痛欲絕之下選擇接受父親的訓斥，最後懺悔認罪而接受法律制裁。             | 第7-12回        |
| 天心   | 黃俐馨 | 壽司店老板娘 28歲，石正經的女友，心狠手辣的黑道大姐頭，從小遭受家暴、長大後滿腹黑水，與他一同販賣毒品的同時，還會利用染上毒癮的酒店小姐去賣淫。後與石正經共同受到張國豪出賣，目睹正經再度被警方逮捕後勃然大怒，持槍向張國豪報仇時因不聽勸阻而被雪莉槍殺身亡。 | 第7-12回        |
| 劉秀雯 | 趙月霞 | 院長夫人 66歲，石昌明的妻子，石正經的母親，為人善良、正直，對待病患也十分慷慨，只要遇到貧困病患均不收費，每次都會燒掉病患的欠據。對侄子石正茂與兒子石正經十分愛護，但對石正茂的疼愛遠遠超過自己的兒子，同樣不知曉兒子販毒之事。 | 第7-12回        |
| 張瓊姿 | 周慧如 | 主任檢察官夫人 49歲，石正茂的妻子，退休的公務員，十分重視自己的家庭。與丈夫一样充滿正義感，但有時十分擔心他的工作情況。之後在溫成訪遇害案中意外受牽扯，遭受朱德綁架為人質，但僥倖平安逃脫。緊接著又意外步入滅門血案現場而遭到康彥柏意外重傷。雖然經過搶救仍平安脫險，但事情過後就移居加拿大靜養身體。 | 第7-12，49-55回 |
| 呂革進 | 潘偉雄 | 毒販 33歲，黃俐馨的左右手，外號「小豹」，負責幫她和石正經管理毒品生意。處事心狠手辣，但對黃俐馨和石正經忠心耿耿，幫助黃俐馨湮滅人證時完全不會眨一下眼。最後試圖劫囚救出石正經時，由於受槍傷而被抓捕，落網後為了讓黃俐馨脫罪而將所有罪名一人扛起。 | 第7-11回        |
| 陳光前 | 史可進 | 毒販 30歲，石正經忠心耿耿的左右手，一向幫石正經和黃俐馨處理瑣事，在石正經被逮捕時試圖協助黃俐馨救他。最後和黃俐馨去找張國豪復仇時，作為幫兇的他一同被警方逮捕。 | 第7-12回        |
| 章家瑄 | 林美嬌 | 酒店小姐 21歲，石正經在酒店認識的情婦，外號「JOJO」，因為接近石正經而慘遭黃俐馨餵毒、施暴、被逼賣淫，最後淪為一個性奴後還是被她扔河裏棄屍。 | 第7-8回         |
| 蔡文星 | 賴宗仁 | 毒梟 45歲，酒店大毒梟之一，石正經最大的競爭對手，為了取得地盤不惜血本，被攻堅時決定跟警察拼命，最後死於警方的亂槍之中。 | 第7-10回        |
| 胡懷仁 | 謝康維 | 昌明診所醫師 33歲，石昌明的學生，昌明診所的夜班醫師，其實幫助石正經在診所裏販毒，最後被小豹用石昌明贈送的原子筆刺中心臟而死。 | 第9-10回        |

### 第三單元：無法無天
| 演員   | 角色   | 介紹 | 登場回數  |
| 徐亨   | 朱泰元 | 議長 45歲，外號「阿元」，一名傲慢貪婪、臭名遠揚的「流氓議長」。仗著地位處處呼風喚雨、橫行霸道，以不擇手段的方式剷除異己，造成許多執法人員都對他避之唯恐不及。為了在這次選舉中當選議員，四處作假案、固樁腳、甚至教唆殺害競選對手，卻弄巧成拙造成選舉中止。付之東流的他開始朝家人動武來洩憤，喪盡天良之下連續殺害弟弟陳威彰在內的多數人，躲藏期間不惜跟檢警硬拼。直到被妻子與養母用心勸降，加上得知威彰被殺前其實想救他，因而懊悔自己的所為而自願投降，最後判處死刑且伏法。 | 第12-17回 |
| 江俊翰 | 陳威彰 | 議長辦公室主任 44歲，朱泰元的辦公室主任，也是朱泰元從小一起長大的義弟，對他的命令絕不推辭。多年來心甘情願為朱泰元做牛做馬，直到逐漸對他的霸道蠻橫忍無可忍，加上心中一直暗戀著莉婷，因此和朱泰元結下兄弟情仇。最後儘管和朱泰元大打出手，但還是試圖從警察手中挽救他，然而保護兄弟的舉動卻被朱泰元誤會而被他槍殺。 | 第12-17回 |
| 李沛綾 | 黃莉婷 | 議長夫人 40歲，朱泰元的妻子，温柔慈祥的官夫人，到處為朱泰元拉票、繳紅單。與朱泰元和陳威彰是從小一起長大的鐵三角，也是朱泰元和陳威彰兩人最心愛的人，也因而造成他們兩兄弟的決裂、情仇，甚至發展成傷亡。最後一刻勸說泰元自首後得到他的深重歉意，並答應會幫他照顧其養母。 | 第12-17回 |
| 馬利歐 | 曹峰坡 | 黑道大哥 43歲，朱泰元的犯罪執行者，外號「瘋婆」，名副其實、性好漁色的地痞流氓。經營酒家與建設公司，吸收許多不良少年來為自己辦事。幫朱泰元打理錢莊、提供軍火、以及負責固樁腳，而帳本被檢警以臥底的形式查獲。最後準備遠走高飛而打算向朱泰元勒索逃命錢財，卻被朱泰元找到而槍殺。 | 第13-17回 |
| 游耀光 | 胡國祥 | 縣長 48歲，朱泰元的最大競選對手，議員選舉第二候選人，知悉朱泰元的惡行惡狀。多次遭受朱泰元威脅卻一直沒有屈服，直到被曹峰坡陷害“參與買票”。趁與朱泰元對峙時透過錄影眼鏡暗中錄下其罪狀坦白，本準備召開記者招待會公開，但最後死於朱泰元指使曹峰坡所安排的蓄意車禍。 | 第12-15回 |
| 洪瑞霞 | 陳簡嬌 | 水果攤老闆娘 67歲，朱泰元的養母，陳威彰的母親，在市場經營水果攤。多年來將養子泰元視如己出，儘管心理知道泰元在外犯法的所作所為，還是選擇睜一隻眼、閉一隻眼。最後目睹泰元因為猜忌而發瘋殺死兒子威彰，精神因此瀕臨崩潰，但還是用心勸降準備跟檢警同歸於盡的泰元面對司法。 | 第12-17回 |
| 李滔   | 黃世文 | 建設公司經理 65歲，朱泰元的岳父，黃莉婷的父親，在過去曾看不上身為地痞流氓的泰元，因而與他產生極深的過節。因欠債而被地下錢莊的人綁架勒索贖金，但由於泰元對他不屑一顧，最後是經由威彰的幫助才被安全釋放，也因此後悔將女兒託付給泰元。 | 第14-15回 |
| 嚴偉立 | 徐福民 | 縣長祕書 45歲，胡國祥的秘書兼選舉助理，幫胡國祥買過錄影眼鏡及錄音筆，最後得知縣長出車禍而亡而向檢警供述一切資訊。 | 第13-15回 |
| 李東諺 | 牟年翔 | 議長保鏢 30歲，朱泰元的保鏢，外號「阿牛」，也是他最忠心耿耿的打手。但隨著朱泰元處事幾近瘋狂，同樣選擇遠離他。 | 第13-16回 |
| 吳興望 | 鄭文賓 | 流氓 30歲，曹峰坡的手下，帶領一群不良少年，放完選舉車炸彈後躲在廢棄工廠時打傷杜亮勤。逃跑時弄丟錢而偷用他的識別證去行騙，但遭警察當場逮捕後以重罪起訴。 | 第13回    |
| 鄭同村 | 趙茂   | 流氓 32歲，曹峰坡的手下，外號「阿貓」，特征是光頭且綁頭巾。奉命在朱泰元家外放炸彈，在廢棄工廠時打傷過杜亮勤而被檢警盯上，後來去找曹峰坡求助時被國基逮捕。 | 第13回    |
| 吳帆   | 肉販   | 菜市場肉販 40歲，在菜市場做生意，支持朱泰元，因為選舉常與菜販起爭執，起初對胡國祥去炸朱泰元的車信以為真。 | 第13-14回 |
| 耿慧珠 | 菜販   | 菜市場菜販 54歲，在菜市場做生意，支持胡國祥，與肉販起爭執時不慎推倒過陳威彰的母親，因此遭朱泰元報復而貨車被潑油漆。 | 第12-14回 |

### 第四單元：危險女人香
| 演員   | 角色     | 介紹 | 登場回數  |
| 趙樹海 | 何嘉聰   | 市長 55歲，市府最高領導，《都市重建法案》的創辦人。表面上像一個正人君子，但其實是一名表裡不一、性好漁色的花花公子，每次看到漂亮的女人就會不由自主的跟上去。為了養活外面的女人，不惜藉由都更法案而將政府的資金中飽私囊，從而間接引發洪振時夫婦命案。雖然與情婦有過多次往來，但仍然關心著自己的妻子，然而也間接促使妻子毒殺葉曉雯乃至被捕。之後閱讀妻子的日記才領略自己長期以來辜負妻子的好意，懊悔自己的行徑之下選擇自首，因貪污罪而面對十二年半有期徒刑。 | 第17-23回 |
| 宋新妮 | 葉曉雯   | 市長情婦 33歲，何嘉聰的情婦，一名揮霍無度、充滿心機的拜金女，喜歡到處搬弄是非，會盡其所能地去搶奪想要的東西。長期與林文賢共谋，參與都市重建案並與財團掛勾索賄，故意接近市長何嘉聰借此打探內情。但在此過程中愛上他且不肯撒手，不惜一切想得到他而跑去與孫虹雲套近乎，卻不知自己的身份早已被她識破。後來因高怡如的介入而幾近暴露罪行，也因此被急於逃跑的林文賢拋棄，一無所有之下受到孫虹雲報復，被她用下過藥的雞湯迷暈、再以致命性注射的方式毒殺身亡。       | 第17-23回 |
| 歡歡   | 孫虹雲   | 市長夫人 47歲，何嘉聰的妻子，一位溫柔慈祥、善解人意的官夫人，年輕時就跟著嘉聰，雖然知道嘉聰在外有外遇，卻選擇視而不見。直到最後無法忍受葉曉雯糾纏，一怒之下選擇對她痛下殺手。長期將自己的不滿和心事寫進日記中，最後也是因為日記被查看而暴露殺人的罪證，以殺人罪而判處十二年有期徒刑。 | 第18-23回 |
| 邱士峻 | 尤天樂C  | 市長隨扈警官 30歲，何嘉聰的保全隊長，一名富有經驗的前警察，是雪莉的學長。擔任市長夫婦不可缺少的左右手，多年受他們夫婦照顧而對他們忠心不二，但由於太過忠誠而不惜幫市長圓謊，以職務之便清除市長出入葉曉雯家的錄影痕跡。最後隨著市長夫婦被抓而一起投案，知法犯法因而記兩大過，遭到免職處分以外還被判處三年徒刑。 | 第17-23回 |
| 汪建民 | 林文賢   | 調查局專員 41歲，負責支援閃電組的調查員，表面上看似專業，背地裡卻嚴重瀆職，管理市府資料時會偷偷從中獲利，甚至利用職務之便來剷除異己。長期與葉曉雯合謀在政府撈錢，發現她心儀何嘉聰決定將她遺棄，企圖帶錢逃亡到加拿大時被警察及時逮捕。最後承認殺害過洪振時夫婦後，罪證確鑿之下判處死刑。 | 第18-23回 |
| 梁伊婷 | 市長秘書 | 市府秘書 36歲，何嘉聰的市府秘書，對市長的地下情與貪污等罪案毫無瓜葛，雖然曾經也對洪振時施壓過，但頂多是服從何嘉聰的命令。 | 第17-22回 |
| 未知   | 洪振時   | 都發局科長 48歲，隸屬市府的都市開發局科長，高怡如的姑丈，曾經反對都市變更法案而遭到許多人施壓，焦頭爛額之下只能找上林文賢求助，卻因此信錯人而被他殺害棄屍。 | 第17回    |
| 未知   | 高麗淑   | 科長夫人 43歲，洪振時的妻子，高怡如的姑姑，因丈夫的事情受牽連，被林文賢強灌農藥殺害後偽裝成自殺，但死前奮力抓傷林文賢的手臂而成為關鍵證據。 | 第17回    |

### 第五單元：正己專案
| 演員   | 角色     | 介紹 | 登場回數          |
| 唐豐   | 雷鈞安D♠ | 地檢署檢察官，「提」 31歲，新加入閃電組的資深檢察官，外號「雷霆」。在地檢署中備受崇拜，與雅琪談了一段時間的戀情。威嚴自信卻也心事重重，對司法保持著極大質疑。父親雷聖文因軍火採購一案冤死，為了調查真相不惜在千門八將內擔任軍師、走漏不少國防機密，直到最後才發現父親其實是咎由自取，殘酷的真相縱使他選擇低頭認罪，得以減輕至二十五年刑期。後來被李玫瑰劫獄救出，深陷險境時得知還有幕後組織的存在。事件落幕後卻使雅琪中毒氣陷入重度昏迷，從而對司法徹底失望，逃脫警方掌控而踏上復仇之路，獨自正面迎擊。 | 第23-38，87-95回  |
| 巴戈   | 齊英武♠  | 法官，「正」 55歲，石正茂的老同學，外號「鄭董」，是一名愛錢、好色、貪生怕死的司法人員，為了錢、性欲、以及任何名貴物品可以無罪釋放任何人或減輕刑責，並為了滿足自己的性慾望而經常出入酒店，卻也因此釀成過多個無法挽回的錯誤。其中害死國基表妹謝婉華而遭到檢警強力追查，透過同組織的曾進海掩蓋罪行許久。但最終還是因證人指證而被逮捕，雖然答應認罪協商，但寧死不供出組織的事情。致電身在紐約的妻兒告別後判處無期徒刑，但最後在服刑期間吞毒自盡，以自己的命換取家人的安全。                                 | 第23-31回         |
| 陸一龍 | 曾進海♠  | 黑道大哥，「火」 54歲，外號「阿海」，經營地下賭場的角頭大哥，長期買通大學生經營賭博網站，還從海外走私毒品和軍火。在校園販毒時造成謝婉華等其他學生吸毒過量致死而被檢警盯上。設陷阱炸死潛伏在自己身邊臥底的國基後，遭到全面通緝而淪為亡命之徒，僅因母親遭到組織挾持而被迫繼續為組織賣命。當他後來得知母親以及杜亮勤的父母被出國的王菲營救後，決定叛離組織、前去營救當時受組織囚禁的杜亮勤以報答救母恩情。最後成功救出杜亮勤時不慎受槍傷，將僅剩的資源給杜亮勤後死去。                                     | 第24-35回         |
| 黃懷晨 | 江皓熙C♠ | 市刑大警官，「反」 32歲，警隊快打組的組長，國基的舊識，雷鈞安的重要下屬。實際上是負責為組織走漏警方情資的眼線，多年來因妻小受組織威脅而選擇效忠。幫曾進海打掩護的同時還洩漏過國基的臥底身份，因做賊心虛、警覺性差而暴露內奸身份被捕，原本要依法處置，但在組織協調之下被免職釋放。後來因為洪聰明受賄時參與教唆與作偽證，與曾進海一同淪為亡命之徒。奉組織命令與曾進海挾持杜亮勤，卻因藏身地點被警察查獲，選擇掩護曾進海逃跑而身中兩槍，最後在坐車逃亡過程中傷重身亡。                                     | 第23-34回         |
| 李冠儀 | 任千惠♠  | 律師，「除」 30歲，司法黃牛，長袖善舞的類型，牙尖嘴利的口才，與齊英武是合作夥伴，經常為了私欲而跟他在法庭上顛倒是非。因為連續辯護並釋放張志強、江皓熙等重罪犯而引起檢警注意，直到與齊英武跟一名女毒蟲之間串供的罪證暴露而遭追捕，本想投靠曾進海尋求庇護，卻遭奉組織命令的江皓熙槍殺身亡後埋屍。 | 第24-30回         |
| 管謹宗 | 洪聰明♠  | 法官，「脫」 45歲，齊英武的同事，為組織工作多年，同樣是一名口是心非、濫用職權的法官。在法庭上隨意鑽漏洞期間，會偷偷從被告的手中獲取好處，也因此受黑幫以一千萬賄賂而準備幫對方減輕罪行。最後被閃電組抓到與被告接觸的龐大賄賂金並以照片為證，遭到解職和起訴而被求處十二年徒刑。 | 第26-31回         |
| 楊德意 | 吳宗虎♠  | 律師 40歲，組織成員之一，洪聰明的合作夥伴，擔任過曾進海的律師。經常與洪聰明在法庭上共同合作去非法謀利，賺過不少黑心錢。最後因為與洪聰明共謀、教唆過一名被告作偽證，加上由自己親手交給洪聰明的一千萬賄賂金被查獲，因此與洪聰明一起被捕而求處十年半刑期。 | 第26-31回         |
| 翁國豪 | 張志強   | 調查局專員 42歲，林文賢的下属，牽扯市府弊案的漏網之魚。不僅迷信、又有嚴重猜忌的精神疾病，遭受通緝後殺害妻小，甚至遷怒於怡如而挾持她。在警察圍捕中遭逮捕，靠賄賂齊英武而交保，受曾進海提供人手得以埋伏杜亮勤在內的警隊。全軍覆沒之下因為調查過組織高層的機密，最後被雷鈞安槍殺滅口。 | 第23-26，31回     |
| 黃毓玲 | 謝婉華   | 大學生 20歲，國基的表妹，半工半讀的法律系學生，家境貧窮、努力工作去賺錢養家、照顧重病母親。長期在餐廳、酒店等地方打工，為了賺錢而不得不陪客人睡覺，但她一次不幸被齊英武包出場後，被他強灌毒品過量致死。她的死亡對國基造成巨大打擊，縱使他去敵營臥底。 | 第23-24回         |
| 林家佑 | 胡錦瑞   | 大學生 20歲，謝婉華的同學，在大學裡暗戀著她，一名無心求學、遊手好閒的大學生，上學時間基本上都在混夜店或網咖。替曾進海將毒品賣進校園中，不慎導致婉華以及兩個朋友吸毒過量致死，被警方盯上後裝作不知，經由任千惠辯護下釋放，但也因知情甚多而被曾進海滅口。 | 第24回            |
| 劉尚恩 | 李育坤   | 黑道成員 30歲，曾進海的心腹大將，外號「阿坤」，對曾進海忠心不二，將他視為親人一般看待。曾經幫他綁架郭國基和高怡如，事後為躲避檢警而去大陸安頓好曾進海的母親。直到前來通知曾進海之母已獲救，陪同曾進海去救杜亮勤報恩時，為了保護他被組織軍隊打中數槍而亡。 | 第24-31，35回     |
| 周岑頤 | 媽媽桑   | 酒店媽媽桑 48歲，見錢眼開的媽媽桑，向滿足客人的一切需求，將剛到自己酒店工作的謝婉華介紹給齊英武包出場而不慎將她害死。之後因為見過齊英武長相被列為證人，卻在指證前就被滅口。 | 第24-25，27，29回 |
| 陳玉亭 | 黃明秀   | 吸毒者 38歲，涉嫌數項吸毒和販毒罪的女毒蟲，經由任千惠介紹而和齊英武發生性關係而得到緩刑。之後因為屢教不改而再度被捕，只能將齊英武的罪行供出。 | 第24-25，30回     |

### 第六單元：最後正義
| 演員   | 角色      | 介紹 | 登場回數         |
| 丁強   | 王立威♠   | 上將將軍，「老闆」 71歲，人稱「立公」，在軍中備受上下的尊重，曾經當過國防採購團的團長，退伍後成為總統府戰略顧問。表面上溫柔慈祥，將雷鈞安視如己出，背地裡有著相當激進的想法及念頭。身為「千門八將」的總頭目，打著「要靠資源來保衛國家」的口號，親自策劃臺灣與法國之間的軍火交易，創立千門八將來操弄司法，也以教唆自殺等等方式掩蓋犯罪事跡，包括害死雷鈞安之父雷聖文。本即將完成和法國的交易，卻在雷鈞安自首時提供的錄音證據而罪證敗露。拒不認罪之下被判處死刑，一段時間後遭李玫瑰的眼線在獄中刺殺身亡。 | 第32，36-38回    |
| 余秉諺 | 唐定軍♠   | 軍官上校，「謠」 42歲，隸屬軍方採購組的組長，和雷鈞安是多年的好友，有自己獨特的採購方式而經常得罪上級。為爭奪房產擁有權而找怡如當辯護律師，開始對怡如產生好感，也因此與杜亮勤成為情敵、結下梁子，但好意最終沒有被怡如接受。暗地裡身為組織軍隊的總指揮，為了金錢利益而自願為組織賣命，長期負責發號施令、監督軍火走私、制造假消息誤導且支開檢警。殺害上司藍欣後栽贓嫁禍給杜亮勤，卻因為軍火倉庫被發現而打算逃跑，在與杜亮勤的搏鬥中落敗後遭到收押，送醫後以重罪判處無期徒刑。                             | 第31-38回        |
| 程秀瑛 | 林麗華♠   | 地檢署清潔工，「風」 52歲，地檢署職員，多年負責地檢署的清潔工作，與雅琪感情要好。背後因兒子長期吸毒且性命受脅迫，使她遭受組織控制許多年，被迫成為地檢署中的眼線，負責監視檢方並走漏風聲。奉命在地檢署放置炸彈而暴露身份，但臨走前還是選擇將雅琪帶出去，完成奪回對組織不利之證據的任務後直接被組織槍殺。 | 第32-37回        |
| 夏政峰 | 高金隆C   | 市刑大警察 28歲，新加入偵三隊的偵查員，原住民阿美族的勇士。不僅幽默自在、身手矯健，體力也非常好，跑步速度在整個警局號稱第一，入隊第一天便跑步比過忠義和耀庭而截住即將逃跑的嫌犯。後來在一次人質營救行動中冒險孤軍深入，在槍戰中與松菊幫老大朱德拼個兩敗俱傷，之後被送往醫院急救。 | 第30-42，49-55回 |
| 殷琦   | 關淑玲    | 地檢署實習檢察官 32歲，閃電組新來的實習檢察官，杜亮勤和雷鈞安的新同事，以性感的姿態來地檢署，因而得到雅琪的妒忌。生於富有家庭而傲氣十足，絲毫不在意得罪他人，卻也不顧家人反對而考上檢察官。最先發現林麗華行蹤可疑，並從垃圾堆中找出跟組織有關的文件，卻也慘遭林麗華槍殺滅口。 | 第31-34回        |
| 洪綺陽 | 藍欣      | 少將將軍 48歲，隸屬採購組的少將，唐定軍的上司，被王立威一手拉拔到上校的將軍。比起採購方式，她更注重自身利益和名聲，因此對於唐定軍的採購方式經常做出指責和針對。長期下來使唐定軍最終忍無可忍，在晨跑時被唐定軍借組織之手槍殺，其命案還被栽贓嫁禍給杜亮勤。 | 第32-34回        |
| 柯逸華 | 皮耶·亨利 | 家具貿易商 37歲，会说國語的法國人，法國貿易公司的台灣分部負責人。公司除了幫曾進海進口家具進行走私以外，同時幫組織走私軍火，最後拒絕繼續與組織合作後被唐定軍槍殺滅口。 | 第32，35回       |
| 王盛弘 | 葉明宗    | 中將將軍 45歲，王立威的下屬之一，態度強硬，對王立威極為尊敬。在藍欣被殺後接管其職位擔任採購組上司，但跟組織毫無關係，因此處處為王立威辯護。 | 第32-38回        |
| 未知   | 李明榮    | 遊民 56歲，在河濱公園出沒的中年遊民，目睹藍欣被槍殺的一幕而成為證人。然而卻被組織收買而故意指控杜亮勤是兇手，在即將被組織滅口之際被警方營救，最後因作偽證而被捕。 | 第32，36回       |

### 第七單元：血本無歸
| 演員     | 角色         | 介紹 | 登場回數  |
| 翁家明   | 潘偉宗       | 潘氏集團總裁 55歲，潘氏國際投顧公司總裁，原是從事室內設計，受親信周樹昆的協助而在短短數年間成為全國榜首的財經界大佬。在政商兩界呼風喚雨的他，其實是一名貪財好色的偽君子，靠吸取投資客的錢來獨享榮華富貴。然而一不留神被周樹昆掏空公司，使他面臨破產、眾叛親離、以及詐欺指控，經律師努力而被准許在家中軟禁來處理公司財務危機。但高额保釋金卻被扮成雨衣大盜的康彥柏以及保全主任吳志翔共謀搶走，走投無路下打算靠私藏的珠寶來投靠財力龐大的萬昭忠，最後在自己家中遭遇楊明泰搶劫殺害。 | 第38-43回 |
| 李志希   | 周樹昆周耀達 | 潘氏集團財務長 50歲，潘氏的財務長，投機取巧的詐騙慣犯，起初與與潘偉宗共同成立潘氏進行吸金。長期打著公司的名號招搖撞騙，還偷偷靠自己名下的多間空殼公司挪用公款，甚至雇兇抹除所有會對他不利的相關證人。靠七年前拿到的埃及投資移民，如今看準時機輕易掏空潘氏將近一千多億的龐大財產，最後獨自攜款潛逃至埃及而逍遙法外。 | 第38-41回 |
| 增山裕紀 | 潘博元       | 潘氏集團執行長 30歲，潘氏小開兼執行長，潘偉宗的兒子，驕縱狂妄、目中無人的紈绔子弟，被父親嬌生慣養而在外肆意妄為。醉酒生事意外打死徐福明後遭到起訴，釋放後卻不知悔改，持續傷害乃至毀掉整個徐家。以至於最後受到徐明麗報復，身體被她打入種類未知的迷幻藥物，即使出現無法擺脫的精神幻覺，仍以重罪起訴而判處終身監禁。 | 第38-42回 |
| 陸明君   | 徐明麗       | 早餐店員 27歲，徐家最驕傲的長女，雅琪的好友，與母親共同經營早餐店，孝順家人、年輕貌美、又善解人意。但家人陸續遭潘博元傷害，拒絕和解而遭到他性侵後精神受創，隱瞞她的精神病史而決定報復潘博元與他的幫兇。受到有幾面之緣的張雅庭幫助而完成復仇計劃，最後也選擇自首，動機得到諒解後從輕量刑並給予自新之機會。 | 第38-42回 |
| Gino     | 顧文泰       | 潘氏集團主任 28歲，潘氏的業務部主任，徐明麗的男友，並已準備跟她談婚論嫁。起初對公司忠心耿耿，遵從對潘博元的一切命令，直到明麗一家受傷害時看清潘博元的真面目，徹底醒悟之下自行辭職。向投資客公開公司被掏空的實情，並來到早餐店幫助明麗。最後得知她的犯行後一度打算為她頂罪，但被明麗回絕後僅能放棄且傷心離去。 | 第38-42回 |
| 孫國豪   | 何畢汶D      | 地檢署檢察官 31歲，新加入閃電組的新手檢察官，由民生組調來協助閃電組，名字容易被誤聽成「何必問」。對辦案沒什麼經驗，並且對於屍體的鑑識工作有心理障礙，但跟閃電組相處以來辦案方式逐漸改善，協助潘氏案件結束後，在雨衣大盜案件期間離隊。 | 第38-44回 |
| 林俞汝   | 林瑄C        | 市刑大女警察 28歲，偵三隊新上任的偵查員，原本是市警局女警隊的警察，因為做事認真而被推薦至市刑大。心思細膩、個性謹慎，富有正義感及責任感，即使是小案子也不會放過。並且也極為勇敢，會毫不猶豫地替同僚擋子彈，後來在曾茂發案件期間離隊。 | 第38-53回 |
| 張倩     | 費秋霞       | 早餐店老闆娘 54歲，徐明麗的母親，在社區裡經營早餐店，容易見財起意而被潘氏的高額利益所誘惑，四處向親朋好友借錢或說服他們一起去投資。但不久後丈夫被潘博元毆打致死，就連投資錢都因為公司被掏空而血本無歸。當潘博元闖入家中對付明麗時，還為了保護明麗而遭潘博元槍殺。 | 第38-41回 |
| 陳慕義   | 徐福明       | 計程車司機 56歲，徐明麗的父親，開計程車維持家計，即使身患嚴重心臟病卻堅持工作。原本不看重投資，但在秋霞與顧文泰的分別說服下，才決定將一生的積蓄投入潘氏賺取利潤。當天晚上準備下班去接小女兒回家前，卻跟強行要坐車的潘博元一行人起口角，慘遭潘博元毆打致死。 | 第38-39回 |
| 江俊彥   | 蘇富貴       | 富二代 39歲，潘博元的好友，經常和他一起混酒店，協助過潘博元脅持過廖淑玫和徐明麗。但由於手臂上留下被廖淑玫咬過的明顯咬痕，加上跟明麗的妹妹走得近而被徐明麗認出是綁匪之一。最後喝醉時遭徐明麗抓回性侵現場，慘遭她拷打後捅刀殺害。 | 第38-42回 |
| 陳明川   | 白大衛       | 富二代 40歲，潘博元的好友，酷愛飆車、具有偷車技巧，經常與潘博元混夜店，同樣協助潘博元脅持廖淑玫和徐明麗。但因偶然撞見姜素萍和周樹昆的姦情，在停車場遭他們兩人持刀殺害滅口，死狀被他們有意佈置成蘇富貴的五花大綁慘狀來誤導檢警。 | 第38-41回 |
| 梁又南   | 姜素萍       | 總裁夫人 46歲，潘偉宗的後妻，將潘博元從小帶到大，長期受不了潘偉宗在外鬼混，於是暗中和周樹昆結盟污錢並搞姦情。與他一起殺害知情她們姦情的白大衛，原本準備陪他私奔，卻因為護照過期而被扔下，最後被警察抓獲後因殺人衣物被查獲而懺悔認罪。 | 第39-41回 |
| 陳家葳   | 徐潔婷       | 大學生 23歲，明麗的妹妹，一名無心求學、追求刺激的大學生，總是在需要錢的時候才會聯繫家人。回家前瞞著家人去潘氏甄選電影明星，晚回家而不慎導致父親被潘博元毆打致死，因而遭到情緒不穩的母親責罵。在無法忍受之下離家返校，母親隨後去世時也從未回家。 | 第39-40回 |
| 陳家文   | 廖淑玫       | 酒店小姐 21歲，年輕的酒店小姐，比較注重自己，在酒店不接受潘博元好意並拿起酒杯潑向他。因此遭受不甘心的潘博元三人強行載到山上打劫、施暴和拍照，獲救後原本對三人提出訴訟，但後來放棄控訴這些施暴者。 | 第38-39回 |
| 吳興望   | 柳辰年       | 潘氏集團副理 28歲，潘氏集團營業六部的副理，曾經參與過周樹昆的洗錢活動與挪用公款，因知情太多而被周樹昆雇兇滅口，但過程中不慎墜樓身亡而被雅琪目睹。 | 第38回    |

### 第八單元：雨衣大盜
| 演員   | 角色    | 介紹 | 登場回數                              |
| 戎祥   | 萬昭忠  | 萬幫掌門 33歲，一位勢力龐大、趾高氣昂的黑道大哥，從事地下金融和炒地皮，習慣放高利貸加上暴力討債，讓道上所有人都畏懼三分。雖然處事十分衝動、不經大腦，卻是刀子嘴豆腐心，與妹妹相依為命，因此十分疼愛自己的妹妹，堅決反對媚媚去糾纏杜亮勤。身為潘氏的投資人之一，隨著潘氏崩盤而損失將近一億多金錢，處心積慮對潘偉宗施壓而一同受杜亮勤調查。後來被康彥柏視為鑽石銷贓的渠道，妹妹因此被廖啓誠綁架，為了救她而四處奔波，卻與吳志翔不幸死於康彥柏設計的鑽石交易炸彈陷阱，死後幫派由媚媚和玉輝接管。     | 第42-49回                             |
| 朱蕾安 | 萬媚媚  | 萬幫大小姐 25歲，萬昭忠的妹妹，天真、樸實的狂野女孩，患有心臟病，但富有正義感，與哥哥的黑道事業毫無瓜葛。容易被帥哥吸引，因而迷上杜亮勤不肯撒手，但每次想接近他都被哥哥阻止。後來被康彥柏借廖啓誠之手綁架勒贖，迫使哥哥不惜性命救出她而不幸遇難，自責之下決定繼承哥哥衣缽繼續打理幫派，之後出國做手術治好自己的心臟病。回國後並沒有先回去萬幫，租房時碰巧成為指證惡房東事件的重要證人。仍容易迷上帥哥，這次迷上劉允文。而出國期間結交的摯友馮馨實為幕後組織的殺手，但受馮馨秘密保護才未牽扯組織。 | 第43-50，189-192，196-205，209，212回 |
| 傅冠傑 | 王玉輝  | 萬幫副掌門 29歲，萬昭忠生前的心腹大將，負責萬幫的一切事物管理，冷酷少言、忠心耿耿，對於萬昭忠的一切命令絕對辦到。雖然常常被媚媚捉弄，但內心其實一直喜歡著媚媚，在她接替領導位置後繼續輔助她。在媚媚出國治療期間，帶領幫派干預過前萬幫成員歐永福掀起的浴鹽販賣事件，主要目的是摧毀道上的毒品生意並阻止歐永福肆意妄為，雖然大部分時間跟檢警不對盤，但最後還是協助破案。在媚媚回國後，由於幫派於國外的帳戶需要處理，出國處理期間職務由彭羽代替，但看在曾經多次合作的份上而先跟閃電組打好招呼。       | 第42-52，66-70，189-190回             |
| 王耿豪 | 康彥柏C | 市刑大警官，「雨衣大盜」 43歲，文武雙全的重案組警官，頭腦卓越、身手不凡，負責監視潘偉宗。從小被姑丈一家養大而送入警校，卻因為投資過潘氏而債台高築，靠扮成雨衣大盜搶錢來還債，卻因此誤入歧途而走上犯罪道路且一錯再錯。搶完五億多金額且殺光證人後本準備逃亡，卻受朱德威脅而強行為曾茂發做事，假裝配合原是想拿回被扣留的贓款以及在曾茂發身邊再撈一筆，但因參與滅門血案、包括企圖敲詐曾茂發而導致家人被朱德挾持。為了救家人而不得已向檢警投降，交代完案情並等到家人獲救後面對法律制裁而判處死刑。     | 第42-55回                             |
| 金沛晟 | 楊明泰C | 市刑大警官 30歲，負債累累的重案組警官，康彥柏的搭檔，為了討好外面的女友，不惜三番兩次地打腫臉充胖子。由於涉嫌非法賭博以及雨衣大盜搶劫而遭到停職處分，發現康彥柏的計畫後看在利益下決定合作，蒙面打劫殺害潘偉宗後搶跑鑽石。然而在喝醉的情況下不慎將鑽石曝光，遭到黑白兩道追殺之下被康彥柏槍殺滅口。 | 第42-46回                             |
| 劉爾金 | 吳志翔  | 潘氏集團保全主任 41歲，潘偉宗的保全主任，負責保護財物卻多次被搶，好賭好色、負債累累，隱瞞涉案嫌疑重大，因此遭遇黑白兩道夾殺。他與康彥柏主導雨衣大盜搶案，生命多次遭到威脅，但寧死都沒供出同夥。最後被派遣去做鑽石交易時，被康彥柏背叛而和萬昭忠一同命喪火窟。臨死之際不甘心遭出賣，用手機留下錢庫地點的暗號。 | 第42-50回                             |
| 唐國忠 | 廖啓誠  | 松菊幫堂主 31歲，黑道大哥，松菊幫的堂主之一，因為投資過潘氏而虧損三千萬。為了拿回資本而被康彥柏找上後與他秘密結盟，派人綁架萬媚媚來逼迫萬昭忠交出鑽石。但最後因為曾向朱德洩漏康彥柏的藏錢地點，導致他受到康彥柏報復而遭到槍殺。 | 第46-49回                             |
| 未知   | 小咪    | 酒店小姐 20歲，與楊明泰和吳志翔喝過酒的小姐，一向只認錢、不認人，因為收下楊明泰送的一顆鑽石而被萬昭忠盯上，被萬昭忠問完話離開後則被康彥柏用手肘滅口。 | 第44-45回                             |
| 萬鴻貴 | 陸嘉興  | 搶劫犯 49歲，搶匪團老大，受潘偉宗僱用去搶劫鑽石以詐騙鉅額保險金。但不僅手下受傷、搶來的也僅僅是普通彈珠，並且在藏身處曝光下被檢警逮捕收押。 | 第44回                                |

### 第九單元：白道教父
| 演員   | 角色    | 介紹 | 登場回數                                                           |
| 張復建 | 曾茂發♣ | 資政 64歲，備受尊敬的總統府資政，一名看似慈祥穩重、實際上面热心冷的政客。原是前總統候選人，但當自己在聲望最高峰時遭遇一場蓄意車禍，因而妻死人傷且斷送政治生涯，永遠停在資政的階級。腿傷因長期複健痊癒後對此隱瞞，心懷不滿之下決定靠不法手段實現目的、奪回一切。長期躲在暗處招兵買馬、剷除異己，動用關係侵佔巨額救災籌款，還進一步清除所有競爭對手與殺妻仇人。最後因為康彥柏的招供使他被檢警查緝，原本拒不認罪卻還是被身邊擔任臥底的李孝文提供罪證而暴露，看在女兒的份上選擇自首而被判處死刑。 | 第50-55回                                                          |
| 周孝安 | 李孝文  | 曾茂發的機要秘書，因為長相和郭國基酷似而一直被人誤認，詳見市刑大。 | 曾茂發的機要秘書，因為長相和郭國基酷似而一直被人誤認，詳見市刑大。 |
| 林文鈞 | 朱德    | 松菊幫堂主 44歲，松菊幫地位最大的大哥，擁有多數黑道資源，長期獲得曾茂發的暗中資助而對他忠心不二，開始獨當一面、不擇手段地奪回國家計畫書。連續綁架、殺害多數人後被檢警通緝，在藏身之處曝光時和金隆發生槍戰乃至兩敗俱傷，負傷的他遭逮捕且坐上輪椅，最後以襲警和多項重罪而判處死刑。 | 第47-55回                                                          |
| 常立琳 | 曾靜琳  | 曾茂發的女兒，政治線的記者，詳見地檢署。 | 曾茂發的女兒，政治線的記者，詳見地檢署。                           |
| 張瓊姿 | 周慧如  | 石正茂的妻子，退休的公務員，詳見第二單元。 | 石正茂的妻子，退休的公務員，詳見第二單元。                         |
| 魏文良 | 溫成訪  | 總統文膽 51歲，總統府大使，《國家未來計劃建言書》的創作者兼規劃人，與石正茂和曾茂發是多年好友。他多年前靠黨內關係而促使曾茂發發生車禍，意圖借此中止他的政治生涯並退出黨會。如今對計畫書的失竊感到十分擔心，最後偶然從張雅庭手中獲得一疊政府官員貪污證據，但回家路上不幸死於由朱德設計加上康彥柏肇事的蓄意車禍。 | 第49，53-54回                                                      |
| 李之勤 | 邱貞菊  | 官夫人 46歲，溫成訪的妻子，一名慈祥的官夫人，慧如的好友。在丈夫的計畫書失竊的時候，也一同丟失走訪南非時由當地總統夫人贈送的鑽石項鍊。雖然對丈夫參與曾茂發車禍一事毫不知情，但因選擇暗中親自著手亡夫遺留的規劃時，親眼目睹身邊的支持者被闖入家中的曾茂發和其手下殺光，最後被他用隨身的劍杖劃開喉嚨致死。 | 第49-54回                                                          |
| 未知   | 張坤豪  | 立法委員 40歲，一名備受爭議的立委，多年前實施過針對曾茂發的車禍，卻無意間害死其妻。毫無悔意的他繼續從政多年，不但爆料關於曾茂發的貪污資料使其難堪，還與邱貞菊結盟並聯手發展博弈。以至於最後遭曾茂發前來算賬，即使求饒卻還是死於其劍杖下。 | 第53-54回                                                          |
| 楊德意 | 陳晉德D | 地檢署檢察官 43歲，新調任的檢察官，沒有十足經驗與把握卻還是裝模作樣，卻負責調查國家計畫書遭竊案和溫府的滅門血案，後因為沒發現康彥柏和錢冠宏串供，案子轉由杜亮勤偵辦。 | 第54-55回                                                          |

### 第十單元：索命紅衣
| 演員   | 角色   | 介紹 | 登場回數  |
| 李傑聖 | 邱友德 | 友德經紀總經理 32歲，模特兒公司的總經理，為人優柔寡斷、富有魅力，在一次新人選拔賽看上白素萍，並與她發生一夜情乃至相愛。欺騙她去自殺後原本認為能蒙混過去，但從此開始飽受精神折磨，讓他的生活逐漸支離破碎。為了消除罪惡感而決定跟死去素萍完婚，間接讓檢警發現他的罪證，最後選擇出面投案而面對十二年徒刑。 | 第56-57回 |
| 何以奇 | 白素萍 | 友德經紀模特兒 28歲，友德的情婦，在一次新人選拔賽被邱友德看上，從此和他相愛成為秘密情侶，直到最後被他騙到自殺含恨而終，死後開始糾纏友德不放。 | 第56-57回 |
| 宋新妮 | 岳怡佳 | 總經理夫人 30歲，友德的妻子，普通家庭主妇。仗著自己的父親勢力大，而性格嬌縱無比，一開始未知丈夫和素萍的戀情，瞭解真相後跟即將被抓捕的友德離婚。 | 第56-57回 |
| 趙舜   | 白父   | 移民者 68歲，白素萍的爸爸，多年與白素雲安居在南非，如今大女兒去世後回來辦喪事，反對邱友德和死去的白素萍在一起。 | 第57回    |
| 鄭珈柔 | 白素雲 | 移民者 25歲，白素萍的妹妹，多年與父親安居在南非，同樣陪父親回來辦姐姐的喪事，一直對邱友德沒好感。 | 第57回    |

### 第十一單元：殺手疑雲
| 演員   | 角色   | 介紹 | 登場回數  |
| 吳沛寧 | 徐曉珍 | 大學生 19歲，死於工廠門口的大學一年級學生，比较容易相信別人，但對於男女之間的交往總介於朋友，沒有男女之間的愛情。最後因為堅持跟好友楊昭文以好朋友關係往來即可，被無法接受的他追趕至叢林深處後姦殺並劃喉身亡，死後的冤魂開始糾纏兇手昭文和對自己見死不救的廖婉茹。                               | 第58-60回 |
| 蘇達   | 楊昭文 | 大學生 21歲，徐曉珍的大學學長，跆拳道三段，是一個會照顧學弟妹的熱心少年。喜歡曉珍想跟她在一起而與她告白，被她拒絕並打傷後情緒失控而拿美工刀誤殺她。為了掩蓋犯行而開始扮好人幫助曉珍的母親，同時嫁禍給最有嫌疑的洪嘉賓。最後持續受曉珍冤魂騷擾，在罪證敗露下被檢警抓捕，最終判處有期徒刑十二年。 | 第58-60回 |
| 樓庭岑 | 廖婉茹 | 大學生 19歲，大學一年級，與曉珍是同班同學兼最要好的朋友，對楊昭文有好感，因此有時候會嫉妒曉珍。在曉珍遭昭文殺害當晚就在場，以報復心態而對曉珍見死不救，同時進一步助推楊昭文嫁禍給洪嘉賓，但因此導致受曉珍怨靈的逼迫，無法承受罪惡感之下也選擇自首，最終判處有期徒刑十二年。                     | 第58-60回 |
| 郭人豪 | 洪嘉賓 | 證券公司分析员 27歲，證券公司的分析师，是曉珍公寓樓下的住戶，長期被公司壓迫導致脾氣暴躁，因嫌曉珍太吵而多次跟她發生過言語衝突，因此成為案件的重大嫌疑人之一。 | 第58-59回 |
|        | 蔡勝安 | 前科犯 27歲，精神錯亂者，剛出獄的假釋犯，曾經受不了失戀而殺害自己前女友，徘徊在曉珍家附近。因為曾經使用的傷害手段與現在的相符，於是也成為重大嫌疑犯之一。 | 第58-59回 |
| 黃淑姿 | 邱美玲 | 公務員 41歲，徐曉珍的母親，將曉珍扶養長大。無法接受女兒的慘死，開始陷入焦躁的心理狀態，只想為女兒討回公道。 | 第58-60回 |

### 第十二單元：吉屋招租
| 演員   | 角色   | 介紹 | 登場回數  |
| 董至成 | 張家輝 | 命理師 49歲，小有名氣的神壇算命先生，實際上是一名騙財騙色、為所欲為的神棍，長期假借「神明」四處招搖撞騙，甚至仗著“共修”的名義去拐騙女人與他發生關係。三年前誘導長期受家暴的許卉幸，教唆她殺死丈夫得以佔有她，稍有不順就會虐待她和次女瓊儀，甚至在她不知情的情況下姦殺其長女瓊慧。如今企圖染指雅琪而被檢警盯上，使他三年前教唆、性侵以及殺人的罪行最終真相大白，不服逮捕之下企圖奪槍挾持瓊儀逃跑，但造成瓊儀雙眼受傷後被捕回，最後以多項重罪求處三十年重刑。 | 第60-63回 |
| 梁又南 | 許卉幸 | 道壇道慧 43歲，張家輝的隨從，曾當過水泥工，三年前長期遭受丈夫暴力毆打，無從選擇之下跑去投靠張家輝。然而也從此受他掌控，為了照顧女兒而只能對他妥協。最後得知大女兒也遭張家輝殺害後，才決定招認與他合謀殺死過丈夫的罪過。後來得到王菲的幫助，鑒於長期受家暴威脅而從輕量刑，刑期減至十年半並寄望爭取到假釋機會。 | 第60-63回 |
| 楊佩潔 | 黃瓊儀 | 道壇道明 18歲，許卉幸的次女，高中辍學生，個性膽怯，逆來順受，與母親是生命共同體。後來與母親共同指證張家輝的惡行，但在他拒捕時奪槍時不慎被槍火近距離燒傷、導致雙眼失明，所幸被另一起案件的受害者移植眼角膜才恢復光明。由於移植過來的眼睛曾經目睹過多次女子謀殺之慘案，因而成為指認催眠殺人案件的關鍵證人。 | 第61-65回 |
| 李秉樺 | 黃水得 | 建築工人 47歲，許卉幸的丈夫，黃瓊儀的父親，一名酗酒的家暴犯，因為在家只知道好吃懶做、遊手好閒而被周圍所有人唾棄。曾一度發現妻子和張家輝的姦情，企圖向兩人勒索五百萬現金，卻被妻子和張家輝聯手殺害後埋屍而失蹤三年，於三年後才被調查此案的檢警挖出屍骸。 | 第61-62回 |
| 張家瑋 | 黃瓊慧 | 公務員 24歲，許卉幸的長女，黃瓊儀的姐姐，早早辍學出去工作，為了逃避家裡的紛紛擾擾而搬出去住。努力打工掙到撫養家人的錢，好不容易想一家團圓時，卻慘遭張家輝染指性侵殺害並埋屍。死前將證據底片藏於心愛的洋娃娃中，於三年後被住進來的雅琪發現成為確鑿證據。 | 第62-63回 |
| 畢志剛 | 許父   | 大地主 75歲，黃水得的岳父，許卉幸的父親，黃瓊慧和黃瓊儀的外公，家裡有好幾塊地。極討厭黃水得，認為他是貪得無厭的敗類，希望能跟女兒跟孫女團圓。 | 第60回    |

### 第十三單元：步步驚心
| 演員   | 角色   | 介紹 | 登場回數         |
| 盧學叡 | 沈金山 | 心理醫师 29歲，精通催眠的心理醫生，在國外留學期間習得各種催眠手段，開辦一間心裡診所。看似助人為樂的俊才外表下，隱藏著一副暴戾且心術不正的本性，也是連續女孩詭異自殺事件的幕後黑手。慣用的手法為拐騙盯上的女患者上床、且用催眠隱蔽她們的記憶，一旦認為她們沒有利用價值後會用催眠來誘導她們去自殺進而死無對證。由於牽扯孫華峰的夜店販毒而即將被杜亮勤盯上，意圖藉助原先幫杜亮勤看診時種下的催眠指令誘導他，卻受他反將一軍後仍拒不認罪，最後以重罪起訴判處終身監禁。 | 第63-66回        |
| 邱逸峰 | 孫華峰 | 毒販 29歲，沈金山的好友兼共謀者，除了在夜店販賣毒品以外，會與沈金山聯合拐騙女人上床。隨著案情調查發展，小弟王志翔被抓獲且招供，使他的罪證隨之暴露。最後發現自己只是沈金山借刀殺人的替死鬼後，無法忍受下決定認罪協商，將自己與沈金山的犯行全盤托出後，因而減刑至二十年徒刑。 | 第64-66回        |
| 江泳錡 | 尤鈺芳 | 夜店女 22歲，孫華峰的女友，夜店的玩咖，喜愛虛華及追求名牌。長期與沈金山和孫華峰結盟拐騙女孩，但每一次都只是在一旁觀看。因為極度自我而引起沈金山的不滿，被他催眠而在精神失控下自溺身亡。死後眼角膜捐給眼部受傷的黃瓊儀，得以讓瓊儀成為指認案情的關鍵證人。 | 第63-66回        |
| 賴薇如 | 劉佳儒 | 夜店女 22歲，尤鈺芳的室友兼好姐妹，美麗、善良又樸實的女孩，不像鈺芳那樣會在外瘋玩，始終都不理解鈺芳為何會自殺。由於跟瓊儀透漏不少鈺芳生前的行蹤，最後被沈金山和孫華峰聯手設計遭到性侵，之後遭到催眠而跳到路中央被車撞死作為滅口。 | 第63-65回        |
| 蔡順傑 | 王志翔 | 夜店咖 28歲，夜店老大，也是孫華峰的小弟，一向幫他在夜店販毒、拉幫結派。態度蠻橫又囂張，屢次跟梁東明在夜店起爭執，為了報復而與沈金山使用催眠術對付梁東明。最後企圖逃跑被檢警抓獲，招供罪行後判處十二年徒刑。 | 第63-66回        |
| 林則希 | 張智C  | 鑑識組警官 30歲，文傑的同期好友，主修犯罪心理學，拜師學藝過催眠，文傑出國後來到鑑識組幫忙一段時間。 | 第65-66，69-74回 |

### 第十四單元：淨鹽行動
| 演員   | 角色    | 介紹 | 登場回數                     |
| 黃建群 | 簡敏華♣ | 簡氏教育基金會會长 45歲，專門幫助中輟生的教育家，看似有愛心卻表裡不一。多年前與關雁翎的戀情因父母反對而以分手收場，不知情她已懷上自己的兒子。同時秘密身為一名幕後組織要員，因為有化學背景而擔任浴鹽改良計畫的負責人，花費數年卻仍無法改善其副作用及危害性。由於父母被不良中輟生開車撞死，從而對他們懷恨在心，獨資開辦教育基金會的同時，會利用一些不知悔改的中輟生當作實驗品。直到最後才得知關家浩是自己的兒子，不顧危險挺身而出保護他，內疚之下向警方自首，最後以非法製造毒品被判處十八年有期徒刑。 | 第66-70回                    |
| 戴士堯 | 歐永福  | 飛虎堂堂主 34歲，外號「殺手福」，仗勢欺人、肆意妄為的地痞流氓。曾經為萬昭忠賣命，據稱曾經是每次打架都會第一個落跑的懦夫，退出萬幫後成立堂口「飛虎堂」，收小弟時會固定向他們索取高額規費以謀取私利。身為受僱於簡敏華的浴鹽最大賣商，同時愛打地下拳擊，實際上每次都靠服用浴鹽來作弊取勝。貪得無厭之下同樣背叛簡敏華，一舉奪下其毒品實驗來謀利，同時利用關家浩與簡敏華的父子關係而促使父子相爭。在拳擊場被捕時接連將東寶和忠義打成重傷，被逮捕後仍不知悔改，最後被判處二十年徒刑。                     | 第66-70回                    |
| 沈建宏 | 關家浩  | 中輟生 20歲，簡敏華的兒子，歐永福的小弟，從小由媽媽扶養長大，在學校總是受排擠，因此加入歐永福的堂口、誤入歧途下淪為不良少年。因本性善良而被王菲送入簡敏華的基金會，即使最後得知他是自己父親卻不信任他。後來被打算搶走浴鹽的歐永福背叛而遭到圍毆，目睹父親舍身保護自己後解開心結，最後以起訴暫緩的情況下送去勒戒毒品。 | 第66-70回                    |
| 陳婕   | 關雁翎  | 酒店副總裁 40歲，關家浩之母，單親家庭母親，多年前曾經是簡敏華的情人，却因他父母反對而以分手收場。生下兒子家浩後為了賺錢養家，去做酒店工作加上陪人睡覺，因此遭到兒子的無奈和反對。得知兒子吸毒狂躁後最終對簡敏華講出家浩身世，得以讓他們父子相認且自首。 | 第66-70回                    |
| 卜學亮 | 史東寶C | 市刑大隊長 48歲，偵二隊的隊長，外號「寶哥」，執勤多年的警界老將，石正茂的老朋友，個性幽默、不喜歡居功，有非常獨特的辦案風格。參與辦案時一度不想將槍裝子彈，受石正茂指責而參與歐永福的拳擊來贏回面子，險些被打死後還是得救。出院後繼續參與偵三隊的一部分調查，最後因受石正茂的推薦，調往警專支援而離隊。 | 第66-75回                    |
| 馬念先 | 唐蒙恩  | 鑑識組組長，詳見科學鑑識組。 | 鑑識組組長，詳見科學鑑識組。 |
| 傅冠傑 | 王玉輝  | 萬幫代理堂主，詳見第八單元。 | 萬幫代理堂主，詳見第八單元。 |
| 鄭鼎諺 | 吳狀彥C | 市刑大警官 30歲，偵二隊的警察，史東寶的下属，部分時間會支援偵三隊，調查毒品時與忠義和耀廷一起出任務，並成為淨鹽專案小組的成員。 | 第66-70回                    |
| 達明偉 | 阿明    | 毒販 29歲，歐永福的手下，一向幫歐永福在公園販毒，靠吸食浴鹽而以瘋狂狀態打傷過王玉輝，最後在廟口蹲守時被史東寶逮捕，在監牢時因毒癮而痛苦不堪。 | 第66-68回                    |
| 張得中 | 江洪波  | 中輟生 17歲，簡氏基金會的學生之一，在誤食實驗階段的藥品而陷入瘋狂狀態，跑到百貨公司持刀傷害群眾，受警察圍捕時挾持耀廷，被基於自保的忠義槍殺。 | 第66回                       |

### 第十五單元：獵人
| 演員   | 角色    | 介紹 | 登場回數  |
| 太保   | 吳昆正  | 假釋犯 44歲，一名坐冤獄的殺人犯，十五年前僅因為在案發現場工作、加上手握兇刀就被石正茂指控殺害一名女子，背負莫須有罪名而服刑十四年。如今假釋出獄後本打算重新做人，卻沒有被家人與民眾相信或接受，甚至因為牽扯進一宗與十五年前相同的連環命案，加上所有被害者都跟他有過爭執，因而再度成為重大嫌疑人而招致孤立。隨著所有命案的真兇劉柏宇罪證確鑿被捕，真相大白下才得以昭雪，最後選擇接受石正茂的歉意，並請求「國家永遠不要再有司法的冤獄」後正式和家人團聚。 | 第71-74回 |
| 馬國賢 | 劉柏宇  | 律師事務所社長 34歲，杜亮勤與高怡如的大學同學，有威嚴、有自信的法律高材生，與警界關係也良好。然而和善的外表下隱藏著極度陰暗扭曲的內心，因為受家暴的出生環境而形成反社會人格，只要是冒犯到自己的任何人都會動手行兇。身為吳昆正十四年前所背負的謀殺案以及這次連續殺人案的幕後黑手，利用幫吳昆正辯護的機會打探檢警調查動向。最後因為藏在辦公桌內的兇器和血衣被怡如發現而暴露罪證，剛要藉由羅文俊的手下協助逃亡之際，被歸隊的雪莉率隊逮捕歸案。             | 第71-74回 |
| 杜霏   | 張亭萱  | 糖果店老闆娘 41歲，吳昆正的妻子，經營糖果店，當年吳昆正被捕後，被迫丟下女兒離家出走。對此懊悔之下一直想盡辦法修復自己的家庭，怕女兒不接受她而只能先隱瞞身份、慢慢與女兒打好關係。後來即便她的身份被家柔發現，使她們母女倆陷入緊張關係，但隨著丈夫昆正得以昭雪，與家柔和好並一起接昆正回家。 | 第71-74回 |
| 傅珮慈 | 吳家柔  | 國中生 13歲，吳昆正和張亭萱的女兒，一名天真、懂事、孝順的女孩，起初對身為罪犯的父親有著偏見。與不停來看自己的亭萱保持良好關係，但不知道她是自己母親，最後還是靠一絲細節才發現事實。本來不接受母親的所為，但得知自己父親是無辜受害者後選擇原諒，並與母親一起接父親回家。 | 第71-74回 |
| 秋乃華 | 曹月霞  | 水果攤老板娘 66歲，吳昆正的母親，吳家柔的奶奶。多年從事著水果攤工作，兒子坐牢期間幫忙撫養孫女，常因為自己兒子坐牢而感慨，直到最後才得知兒子是無辜的人而感到欣慰。 | 第71-73回 |
| 朱九   | 羅文俊  | 賣淫集團成員 40歲，外號「阿俊」，吳昆正的前獄友，在吳昆正出獄後僱用他來當司機。之後被警方逮捕，招供後也讓吳昆正一同被調查，後來證實他也是劉柏宇的兒時玩伴兼共謀者。 | 第71-72回 |
| 林威利 | 林威利C | 市刑大警官 27歲，偵三隊的新成員，忠義與耀廷的新進學弟，因為身手好而得到耀廷誇獎，和他們一起偵辦賣淫案件和連環謀殺案。 | 第72-82回 |

### 第十六單元：霹靂嬌娃
| 演員   | 角色    | 介紹 | 登場回數                                                                 |
| 劉尚謙 | 龍興國♣ | 興國建設董事長 58歲，一名做事陰沉、表裡不一的董事長，但做生意百分之百講誠信、道德，與政府議會也有交情，在上流社會具有很大的影響力。同時身為幕後組織的一員，掌握著公司內部不法事務以及名下夜店的賣淫事業，但相當關心自己的女兒。罪證被警方以臥底形式查獲後，導致當警察的女兒也開始追捕他，因此遷怒於始終干涉他的李孝文，不但陷害他殺人、還召集部下將他暴打一頓。在女兒的懇求下良心發現、帶頭自首，雖然坦述所有的罪過，但也堅決不供出任何組織的事情，最後因配合調查而被減輕至三十年有期徒刑。 | 第75-82回                                                                |
| 劉伊心 | 龍子艷C | 市刑大警官 25歲，龍興國的女兒，市刑大的新任女警官，擅用搏擊、可以輕易制服嫌犯。作為查緝夜店賣淫案件的其中一位臥底警官，孝順父親卻對他的不法生意一無所知，直到遭到同僚排擠才知道父親的案情，於追緝父親的任務中受傷後，還是盡全力勸降父親出面自首。無法為父親銬上手銬之下因傷重而送醫靜養，後來因內疚而離開警隊。 | 第75-82回                                                                |
| 常立琳 | 曾靜琳  | 曾茂發的女兒，龍子艷的好友，詳見閃電組。 | 曾茂發的女兒，龍子艷的好友，詳見閃電組。                                 |
| 劉雨辰 | 張晴文♣ | 市刑大警官，雪莉新招收的三名下屬，均負責滲透調查夜店賣淫案，詳見市刑大。 | 市刑大警官，雪莉新招收的三名下屬，均負責滲透調查夜店賣淫案，詳見市刑大。 |
| 華千涵 | 王美芳  | 市刑大警官，雪莉新招收的三名下屬，均負責滲透調查夜店賣淫案，詳見市刑大。 | 市刑大警官，雪莉新招收的三名下屬，均負責滲透調查夜店賣淫案，詳見市刑大。 |
| 張家瑋 | 張書瑤  | 市刑大警官，雪莉新招收的三名下屬，均負責滲透調查夜店賣淫案，詳見市刑大。 | 市刑大警官，雪莉新招收的三名下屬，均負責滲透調查夜店賣淫案，詳見市刑大。 |
| 丁寧   | 素蘭    | 興國建設秘書 42歲，龍興國的機要秘書，人稱「二嫂」，手下有很多忠誠小弟。跟重情重義的龍興國比起來，她更為陰險狡詐，是將公司建築工程資金中飽私囊的幕後主使。同時在龍興國名下的夜店裏稱王，處心積慮打算將龍興國拉下臺，但因李孝文臥底一事而暴露所有事情，最後看似被原諒，但卻被龍興國買兇殺害。 | 第75-80回                                                                |
| 蕭聖傑 | 趙順安  | 興國建設特助 29歲，龍興國的左右手，龍子艷的兒時玩伴，幫龍興國打理夜店和賣淫生意，是他在所有人中最信賴的人。最後隨著龍興國被捕，身為幫兇的他也一起被抓。 | 第75-82回                                                                |
| 楊德意 | 程志展  | 營建署署長 46歲，與涂素蘭私下合作的貪官，爲了私益而罔顧住戶權益與安全，長期偽造鑒定報告而讓偷工減料的建築通過安全標準，最後因此被逮捕而以貪污及收賄罪判處十二年徒刑。 | 第75-82回                                                                |

### 第十七單元：店長的招牌菜
| 演員   | 角色    | 介紹 | 登場回數  |
| 德馨   | 張慧文  | 居酒屋店長 33歲，廚藝一流、貌美如花的美女廚師，善解人意的她備受大部分客人歡迎。背地裡是一個蛇蠍美人，善於用美色欺騙他人，必要時甚至會靠殺人來達到目的。從小與母親受欠債的父親牽連而四處奔波、遭受傷害，長大後為了得到財富以撫養她的女兒，曾連續殺害過她的兩任前夫以得到保險金，每次都是得到她父親的背後掩護才瞞天過海。這次再度周旋於大量男性之間，並殺害蔡明志以獨享他的中獎彩券，但犯行還是被檢警靠蔡明志死前的彩券自拍而敗露，在百口莫辯之下忍痛和女兒告別，最後接受法律制裁而判處終身監禁。 | 第82-87回 |
| 班鐵翔 | 郭政儒♣ | 計程車司機，「清道夫」 67歲，一名行為詭異、神秘的計程車司機，實際上是一個幕後組織成員，負責幫組織清理後患與障礙。身為張慧文的親生父親，年輕時因欠債而拋妻棄女逃亡，後來基於對女兒的愧疚，始終潛伏在女兒身邊守護她，多次暗中幫她的罪行打掩護、清除犯罪證據且消滅證人。替組織執行過不少暗殺任務，親手槍擊杜亮勤的頭部而抹除心腹大患。後來又奉組織的命令去暗殺石正茂卻被檢警放網抓獲，本想用炸彈背心同歸於盡，卻也被唐蒙恩拆除而遭到逮捕。最後拒絕指認組織而與女兒致歉並訣別，以多項重罪判處死刑。 | 第82-87回 |
| 韓宜邦 | 邱信守  | 搶匪 33歲，為所欲為的搶匪老大，慧文的前男友之一，自私貪婪、佔有慾強烈，只要是任何自己看上的東西都會想盡辦法搶過來。受僱帶小弟搶劫銀樓後因過於貪心，殺害雇主後背叛兩個手下私吞贓物和錢財，最後打算利用搶來的錢財將慧文搶回來時，被一心想保護女兒的郭政儒斬首殺害。 | 第82-84回 |
| 林承宏 | 蔡明志  | 搶匪 20歲，邱信守的手下，與他一起搶劫銀樓，但頭腦遲鈍、總是喜歡想當然。為了還清家裡欠下的賭債而參與搶劫，過程中私藏且曝光一條珠寶項鏈，造成邱信守和洪平進之間黑吃黑。經常出入居酒屋的他被張慧文的美貌吸引，最後因為買彩券幸運中頭獎，而被打算獨吞獎金的慧文殘忍分屍殺害後埋屍。 | 第82-87回 |
| 吳懷中 | 洪平進  | 銀樓老闆 33歲，杜亮勤的鄰居，待人友好，與妻子一起經營他父親的銀樓。為了還賭博欠下的債務，主導自己的銀樓搶劫以詐騙保險金，卻意外造成妻子的流產。後來因蔡明志將一條被搶的項鏈送給張慧文，不打算付邱信守酬金，最後在交易的時候被他刺殺。 | 第82-84回 |
| 胡濤   | 孫興正  | 搶匪 28歲，邱信守的手下，也是蔡明志的好友，與他們一起搶劫銀樓，曾經幫蔡明志拍過一張彩券自拍，後來被警方逮捕後供出一切事實，這張照片也成為指證張慧文的關鍵證據。 | 第82-87回 |
| 陳韡韡 | 劉榮謙  | 居酒屋老闆 33歲，洪平進的朋友，張慧文的老闆，與妻子經營居酒屋。常玩股票而欠下不少債務，跟慧文有過幾次緋聞，有時候受不了自己妻子老是胡思亂想。 | 第83-86回 |
| 江晨希 | 賴筱婷  | 居酒屋老闆娘 30歲，劉榮謙之妻，心胸狹隘、斤斤計較的潑婦，懷疑自己丈夫跟慧文有關係，一口認定慧文會搶走她的丈夫，於是跟丈夫不斷地發生爭吵。 | 第83-86回 |
| 薛提縈 | 徐珍妮  | 銀樓老闆娘 29歲，洪平進之妻，身懷六甲，但卻在錯誤時間出現在錯誤地點，試圖阻止搶劫而發生車禍導致流產。失去孩子不久，連丈夫都遭殺害讓她悲痛萬分。 | 第82-84回 |
| 羅傑   | 鄭啓方  | 吸毒者 27歲，從大學生淪為街頭毒蟲的青年，曉雯的前男友，是她一起讀大學法律系的同學，吸食毒品時被警方抓到因痛苦不堪而被檢警送醫治療。 | 第82-83回 |
| 未知   | 王興達♣ | 毒販 28歲，綽號「黑猴」，提供鄭啓方吸食浴鹽的毒販，在半年前奉組織命令佈下陷阱對付閃電組，被警方盯上且跟監後被郭政儒拿炸彈炸死來滅口。 | 第82回    |
| 賀龍   | 范勝傑♣ | 恐怖份子 38歲，組織成員之一，因為家人受要挾而為組織服務，被黑猴之死所牽連而受檢警調查。最後假借交易情報名義引出杜亮勤，用炸彈背心自殺身亡。 | 第84回    |

### 第十八單元：玩命救援
| 演員   | 角色   | 介紹 | 登場回數 |
| 周丹薇 | 李玫瑰 | 黑道夫人 48歲，曾進海的地下妻子，從事販毒和賣淫工作，靠施打海洛因來控制旗下女子。人如其名，美中帶刺，處事心狠手辣，由於曾經也是受害者，因此對手下人非常講義氣。因為丈夫之死而處心積慮尋找千門八將的“遺產”，打算靠此慢慢摧毀幕後組織的核心而盯上雷鈞安。之後即便毒品和賣淫事業全部被檢警查獲也沒放棄，透過挾持雅琪來逼迫雷鈞安合作。最後開始被雷鈞安與雅琪的感情所感化，同時因為得罪組織而遭受追殺，全軍覆沒後自願被檢警逮捕而被判處死刑，移監前將摧毀組織的使命交託給雷鈞安完成。 | 第87-95回 |
| 余秉諺 | 簡少軒 | 地檢署檢察官，表面上是李玫瑰的忠誠副手，實際上是由檢察總長指派、安插在李玫瑰身邊搜證的臥底檢察官。外號「魔術師」，詳見地檢署。 | 地檢署檢察官，表面上是李玫瑰的忠誠副手，實際上是由檢察總長指派、安插在李玫瑰身邊搜證的臥底檢察官。外號「魔術師」，詳見地檢署。 |
| 唐豐   | 雷鈞安 | 原地檢署檢察官，雅琪的男友，在被移送之時遭李玫瑰劫獄，詳見第五單元。 | 原地檢署檢察官，雅琪的男友，在被移送之時遭李玫瑰劫獄，詳見第五單元。                                                           |
| 余政鴻 | 庫馬   | 黑幫成員 33歲，李玫瑰的心腹大將，負責管理毒品生意與旗下小姐，脖子上的六角星刺青為明顯特徵。冷血無情、殺人不眨眼，只有必要情況才會現身，視李玫瑰為重要親人一般。在李玫瑰事業盡毀後成為她僅剩的忠誠者，即使一同受到幕後組織追殺，但仍為了救她而不惜獨自與警察拼死一搏，卻最終被警方擊斃。 | 第88-94回 |
| 吳聞修 | 阿炮   | 黑幫成員 29歲，李玫瑰販毒集團成員，簡少軒身邊的年輕跟班，非常崇拜簡少軒的魔術，一直想知道其中的秘密。與簡少軒發展為極深的友誼，後來即使知道他是臥底，但還是選擇幫助他。最後為了救即將被逮捕的簡少軒，持槍反抗途中被晴文槍殺身亡，捨命為他爭取逃跑時機。 | 第87-90回 |
| 玉尚   | 陳文明 | 移民署主任 43歲，移民署專勤隊的主任，是李玫瑰的合作夥伴之一，長期濫用職權、配合李玫瑰進口大量非法移民女子。跟李玫瑰的合作關係敗露後受檢警追查，因為知情太多而被李玫瑰用芬太尼暗殺未遂，經過搶救保住一命後才決定認罪協商，知法犯法之下被判處有期徒刑十五年。 | 第90-94回 |
| 陳熙之 | 阿丁   | 黑幫成員 30歲，李玫瑰販毒集團的重要成員，已經跟在李玫瑰身邊多年，也是除了庫馬以外也對李玫瑰最為忠心的部下，最後為了保護李玫瑰被雷鈞安誤殺身亡。 | 第88-91回 |
| 蔡文星 | 趙東虎 | 黑道人士 46歲，李玫瑰的打手，外號「虎哥」，是曾進海的忠誠追隨者，因此與千門八將結下仇。在獄中刺殺王立威後屢次陷害雷鈞安，最後在集團破獲後只能乖乖認罪。 | 第88-89回 |

### 第十九單元：永不低頭
| 演員   | 角色    | 介紹 | 登場回數      |
| 徐貴櫻 | 吳淑凌♣ | 監察委員 50歲，一名擁有龐大人脈和資源的女政客，是李孝文和吳百雲的親生母親，也是石正茂的學妹。精通法律知識，擔任律師時也十分尖銳，在三十年前“被迫”抛夫棄子前往美國，也在美國生下女兒吳百雲，而至今無法得到兒子孝文的諒解。得知孝文在追尋牽扯她幕後主使一案後，雖然想辦法將他調離案件，但因女兒在外為所欲為而被仇家和檢警盯上，迫使她最終辭去監察委員一職並擔任女兒的律師，最後以強大辯護水準讓她和女兒均交保離開，之後和孝文在美國失蹤。 | 第95-99回     |
| 余采恩 | 吳百雲♣ | 富家小姐 27歲，黨國大佬敏文華和吳淑凌的私生女，也是李孝文的親生妹妹，傲氣十足、目中無人，與多名國際政商官員有來往。希望有朝一日能頂替母親的位置，打算跑到各個角落去撈好處。然而橫行霸道、肆意妄為過頭的她，引起道上強烈不滿以及檢警追查，即將被起訴一刻還是得到母親的強大辯護，最後打贏官司走出法院。 | 第95-99回     |
| 王鈞浩 | 許彪♣   | 職業殺手 34歲，美籍台灣人，吳百雲麾下的心腹大將，草菅人命、為所欲為已達到「逆我者亡」的程度。幫助吳百雲左一個右一個的殺人，其中買兇殺害耀庭的堂哥袁耀宗而被檢警死盯。最後執行刺殺藍勝杰的任務時，與他發生槍戰至兩敗俱傷，最終被檢警逮捕歸案、以多項殺人罪判處死刑。 | 第95-99回     |
| 胡鴻達 | 藍勝    | 調查局專員 36歲，市府弊案的調查員，李孝文受訓時的舊識兼對手，與偵三隊一直處於敵對關係。身為司法人員卻十分貪心，哪裡有好處就往哪靠攏，試圖非法監聽吳百雲來在她身上撈一筆，但最後造成兩名下屬被殺，連自己都遭受威脅。最終即將被許彪滅口時，以中槍的代價重傷許彪，瀕死之際為偵三隊交出罪證作為贖罪。 | 第95-99回     |
| 王書喬 | 郭之竺  | 酒店小姐 27歲，梁東明與顧守仁的情婦，為了錢願意與任何人上床，因此被吳百雲作為負責利用上床去打探軍情的武器。最後即使將所有事情供出，卻還是沒有被法庭認同。 | 第95-99回     |
| 劉克勉 | 顧守仁  | 環保公司經理 45歲，環保公司的經理，經營公司三十年，卻與吳百雲合作而企圖從中獲利，玩忽職守以外還陷害無辜的人，在處理完事情結束後遭到許彪槍殺滅口。 | 第95-99回     |
| 曹斯漢 | 蔡昇諺  | 調查局專員 均30歲，藍勝的兩名新人下屬，都是氣焰囂張的年輕人，待人與講話態度都是一唱一搭，和藍勝同樣敵視著偵三隊。兩人看在利益下不惜跟他參與犯罪、搜集他人不法資料好進行敲詐。但因監聽到過多吳百雲的消息，兩人全部被許彪在監聽汽車中槍殺滅口。 | 第95-98回     |
| 陳彥廷 | 周漢瑋  | 調查局專員 均30歲，藍勝的兩名新人下屬，都是氣焰囂張的年輕人，待人與講話態度都是一唱一搭，和藍勝同樣敵視著偵三隊。兩人看在利益下不惜跟他參與犯罪、搜集他人不法資料好進行敲詐。但因監聽到過多吳百雲的消息，兩人全部被許彪在監聽汽車中槍殺滅口。 | 第95-98回     |
| 巨炮   | 袁耀宗  | 環保署專員 31歲，袁耀廷的堂哥，個性憨厚，熱愛環保署的工作，卻不慎在吳百雲和顧守仁聯手的貪污案中成為替罪羊，後來還在一場蓄意車禍中被滅口。 | 第95-96回     |
| 未知   | 翁信凱  | 環保署處長 56歲，環保署的處長，收受吳百雲賄賂的貪官，曾受許彪威脅協助他陷害袁耀宗，之後因罪證確鑿求處有期徒刑12年。 | 第95-96，99回 |
| 藝鴒   | 楊惠琳  | 經理夫人 40歲，顧守仁的妻子，待人慈祥的富家太太，與丈夫的種種違法行徑毫無瓜葛，總是擔心顧守仁會做違法的事。 | 第95回        |

### 第二十單元：藥命關係
| 演員   | 角色   | 介紹 | 登場回數                                                                         |
| 張雁名 | 宋繼綱 | 保安大隊隊長，負責支援偵三隊偵辦毒品案，卻也難以跟他們達成意見一致，詳見地檢署。 | 保安大隊隊長，負責支援偵三隊偵辦毒品案，卻也難以跟他們達成意見一致，詳見地檢署。 |
| 樓學賢 | 王大漁 | 漁夫 52歲，有吸毒前科的討海人，曾經是一名脾氣不好、毫不重視家庭的糟糕父親，因沉迷毒品而導致妻子意外喪生，立誓戒毒後開始對兩個兒子的贖罪。每天冒險出海打魚，努力賺錢養活家庭。如今大兒子不幸死於毒品、小兒子又因牽扯毒品案被逮捕後，迫使他為了拯救家人而自願成為檢警偵破海外毒品走私案的重要臥底證人，並在臥底期間審視自己的過錯，最後藉由任務成功而和家人修補關係。後來一度被逃獄的龍嘯天劫持為人質，但仍然被警方救出。 | 第100-104回                                                                      |
| 李佳豫 | 石可心 | 大學生 20歲，石正茂與周慧如的長女，為人熱心、勇敢堅強，正義感十足，與父親關係比較好。是王子豪的女朋友，在他不幸死於毒品案後決定自行深入他工作的酒店去調查，但之後不僅被林小立綁架、甚至受到龍嘯天的傷害，最後還是被父親和警方聯合下救出。 | 第100-104回                                                                      |
| 沈益潔 | 石可安 | 高中生 18歲，石正茂與周慧如的次女，與姐姐石可心是生命共同體。由於從小老是被父親忽視，再加上母親受到父親連累而離開台灣，因此與父親處於不好的關係。在案件時為了阻攔姐姐遭劫走而意外受傷住院，最後得知父親救姐姐時的拼命才改變對父親的態度。 | 第100-102回                                                                      |
| 圭皓   | 王子傑 | 酒店廚師 21歲，王大漁的次子，與哥哥一起在酒店打工，擁有一身好廚藝。尊敬自己的父親，但有時對自己父親的態度與衝動難以忍受。被林小立陷害為毒販後被拘留，成為父親反省和臥底協助辦案的動力，最後還是在父親提供的證據下被無罪釋放。 | 第100-101，104回                                                                 |
| 邱隆   | 龍嘯天 | 毒梟 34歲，酒店販毒網的幕後黑手，兇悍殘暴，做生意非常謹慎，人稱“見首不見尾”的「神龍」。宋繼綱的死對頭，曾經害死過他的妹妹。對石正茂以親情要挾讓他乖乖就範，與臥底中的王大漁合作企圖逃到菲律賓，但卻遭到他的背叛被眾檢警逮捕。之後一度遭到劫囚而成功逃走，賊心不死的他回去報復王大漁，最後在警方的圍捕中被擊斃。 | 第102-104回                                                                      |
| 郭力夫 | 林小立 | 酒店經理 33歲，龍嘯天的酒店經理，極為好色且放肆，看到漂亮女孩都會不由自主地染指。酒店因毒品洩漏而綁架石正茂和石可心父女後，受到龍嘯天懲罰而打算就此遠走高飛。最後還是卻被龍嘯天找到，而被他身綁炸彈在檢警面前做肉盾並被炸死。 | 第100-103回                                                                      |
| 王巧珍 | 瑤瑤   | 酒店小姐 22歲，毒品酒店的舞女，重視自己的工作，不惜一次一次被客人性侵害。對王子豪有好感，也不滿石可心搶走他而決定痛下殺手，事跡敗露下沒得到任何人同情，最後被龍嘯天處決。 | 第100-103回                                                                      |
| 杜智傑 | 王子豪 | 酒店公關 23歲，王大漁的長子，多年前因為父親的衝動而離家出走，之後和弟弟在龍嘯天的酒店打工。後來與石可心成為男女朋友關係，得到暗戀他的瑤瑤嫉妒後被她毒殺致死。 | 第100-101回                                                                      |
| 未知   | 陳彥明 | 酒店員工 21歲，周立委的外甥，行為狂妄的癮君子，與王子豪是同事及同學。偷取林小立的毒貨而引發所有爭端，奉命將王大漁帶去見龍嘯天後，則直接被處決作為懲罰。 | 第101-103回                                                                      |
| 程政鈞 | 戴志輝 | 高中校長 54歲，王子豪讀的高中的校長，與龍嘯天有長期合作關係，偷偷將毒品賣進校園裡。接受他的招待企圖染指石可心，卻被王大漁抓獲且教訓後被逮捕判處十五年徒刑。 | 第102-104回                                                                      |

### 第二十一單元：限時殺機
| 演員   | 角色         | 介紹 | 登場回數                                                                 |
| 文汶   | 羅心彤♣      | 犯罪推理小說家，筆名〈神狩〉，著名小說《限時殺機》的作者，詳見其他角色。 | 犯罪推理小說家，筆名〈神狩〉，著名小說《限時殺機》的作者，詳見其他角色。 |
| 林道遠 | 鄭維新鄭家豪 | 記者，「針線殺手」 26歲，社會線記者，前特種部隊，個性憨厚、熱愛環保，是雪莉的大學學弟。表面上是報導連續殺人案的記者，實際上是獵殺BOT案軸心人物的連環殺人魔。兒時曾是BOT案的受害人，最好玩伴沈亦翔還因此送命，從此記恨這些肆意開發的幕後財團，堅信司法不會制裁這些有權有勢者才決定替天行道。作為羅心彤小說《限時殺機》的粉絲，不但模仿著小說的情節犯案，還弄傷自己假扮成受害者來擺脫嫌疑。完成一系列的殘暴屠殺後向媒體公開身份，試圖炸毀BOT案竣工的公寓大樓，直到被羅心彤和簡少軒聯手阻止後被判處死刑。 | 第104-108回                                                              |
| 隆宸翰 | 楊力學D      | 地檢署檢察官 30歲，閃電組新上任的檢察官，是少軒與蒙恩的學弟，總是一副自以為是的風範，座右銘為「一生懸命」。個性比少軒都還要自我、不合群，辦案時強烈懷疑羅心彤是嫌犯，一度不聽勸阻而執意要羈押她。不慎輕信鄭維新而被他打昏，被鄭維新假扮警察扶持回市刑大以混進去刺殺徐甯，最後送院治療康復。案件結束後，因為要申請回家鄉照顧體弱的父親而離隊。 | 第104-108回                                                              |
| 胡鈞   | 謝光雄       | 雄光實業社長 53歲，雄光財團負責人，經營暴力討債集團，擁有龐大人力和財力，對待其他人毫無同情心。身為「蜜邏灣」BOT案的軸心人物，作為鄭維新的頭號目標，卻不願接受警方保護。最後在家中被鄭維新抓走且備受折磨，心臟被注入石油以懲戒他做「黑心」生意後，被扔到市刑大門口直到喪命。 | 第105-107回                                                              |
| 林如琦 | 徐甯         | 演員 33歲，BOT案的形象代言人，長期利用職業之便與她的美貌拉攏一群政商名流，還曾無視過BOT案受害村民的求情。性命受威脅、受到警方保護下仍然一臉不屑，最後被假冒警察進警局的鄭維新用刀毀容、以懲戒她「厚顏無恥」，還被他當作肉盾而一槍打穿胸口，重傷之下送醫搶救。 | 第106-108回                                                              |
| 李家珍 | 廖正儀       | 市長 55歲，一名揚威耀武的當任市長，參與BOT案的軸心人物之一，最後被鄭維新綁回她的舊競選總部殺害，將雙掌砍下後左右相反縫回以懲戒她「私相授受」。 | 第106回                                                                  |
| 陳希愛 | 郭家馨       | 名嘴 28歲，一位嘩眾取寵的娛樂圈名嘴，參與過BOT案的宣傳工作，因長期散播不實謠言而被鄭維新殺害，縫上嘴巴以懲戒她「言而不實」。 | 第104-105回                                                              |
| 未知   | 葉知禮       | 大學教授 40歲，環境工程學教授，參與過BOT案擔任環評委員，但由於私底下收受賄賂而遭到鄭維新殺害，縫上雙眼以懲戒他「視而不見」。 | 第104回                                                                  |

### 第二十二單元：決戰時刻
| 演員   | 角色         | 介紹 | 登場回數                                                         |
| 林煒   | 敏國強♣      | 政客 40歲，黨國大佬敏文華的親生兒子，氣勢浩大、文武雙全，他在外人眼中是敏家的榮耀，但實際上其實是一個鐵石心腸、野心勃勃的政官。在父親敏文華出國後接管他的事業，除了成為市長候選人以外，還是家族的接班人。內心渴望權利，為了達到目的不惜一切代價，養著許多為家族賣命的女殺手來清理障礙。由於苑淑娟和李邵潔行蹤相繼暴露而被檢警盯上，加上受檢警設計而罪證確鑿，原本打算坐船離開，但由於梁東明向警方告知而被檢警追捕。最後在與宋繼綱和簡少雄扭打時，卻不慎意外被鐵管穿插腹部而亡。         | 第110-122回                                                      |
| 夏如芝 | 苑淑娟♣      | 敏家秘書 26歲，敏國強的秘書，是為敏家服侍多年的刺客領隊，身手敏捷，足智多謀，為了替家人贖罪而被迫犧牲自由、幫助敏家清除障礙。同時也是宋繼綱的女友，多年前被他執行公務時搭救而相愛，卻也無法告知他自己實為刺客的身份。即使所作所為都是對敏國強的愚忠，但一直以來無法抗拒自己對繼綱的感情。在警方攻堅時靠扮演受害者的方式來洗脫嫌疑，決定忍痛跟繼綱劃清界限來保護他，繼續協助敏國強坐船逃到海外，但還是奮不顧身為繼綱擋下敏國強擊發的子彈後，摘下面罩對繼綱懺悔，重傷不治下死在他的懷裡。 | 第108-122回                                                      |
| 樓庭岑 | 李邵潔♣      | 敏家刺客 25歲，苑淑娟的搭檔，與她一起掃除對敏家的一切障礙，年輕貌美、武藝高強；但她做事不像苑淑娟一樣小心謹慎，反而比較粗心大意，常常會不慎留下證據而造成不可挽回的錯誤，也是因為她的失誤而讓檢警注意到這幾件案子不單純。參與一次打漆彈演習過程中認識王崇仁，一段時間下來未知自己得到其愛慕。但因任務多次敗露而面臨被同僚滅口，拒絕活命自首的機會而跟受僱前來劉文昌發生槍戰，拼命掩護崇仁和志堅父子卻身負嚴重槍傷，最後死在他們父子倆面前。                                             | 第108-114回                                                      |
| 楊雅筑 | 楚敏慧       | 地檢署檢察官，善惡分明的檢察官，外號「女羅剎」，詳見地檢署。 | 地檢署檢察官，善惡分明的檢察官，外號「女羅剎」，詳見地檢署。     |
| 陳邦鋆 | 簡少雄       | 地檢署檢察官，負責刑事案件的檢察官，外號「笑面虎」，詳見地檢署。 | 地檢署檢察官，負責刑事案件的檢察官，外號「笑面虎」，詳見地檢署。 |
| 劉長鳴 | 王志堅       | 退休警官 56歲，雪莉的父親，曾經是有理想、有抱負的警界精英。人稱「刑事之虎」，對兒女造成極深的影響，但妻子多年前病死後逐漸對警察職務失去信心，並且基於對妻子的愧疚，沒能阻止女兒雪莉成為警察後，百般阻撓兒子崇仁上前線。過度保護兒子的方式卻沒有被接受，導致他們父子險些決裂，但隨著案件發展，才讓崇仁感受到他的苦衷。 | 第109-122回                                                      |
| 寇家瑞 | 王崇仁C      | 市刑大警官 28歲，王志堅的兒子，雪莉的弟弟，宋繼綱警校的學弟，有夢想有志氣、自負衝動的熱血男兒。原是警校助教，覺得在射擊學校當教官過於無趣，一直想去執行實戰任務。後來經由敏國強協調而調職為警察，卻得知父親百般阻攔，險些跟他斷絕父子關係。直到父親被敏國強綁架挾持，中陷阱傷到耳膜後才對父親致歉，事後去美國治療耳膜。 | 第109-122回                                                      |
| 陳熙之 | 元拓皓C      | 市刑大警官 27歲，警校助教，王崇仁的同事兼搭檔，也是他受到委屈時不離不棄、給予幫助的摯友。與他在警校的射擊場地當教官，想法跟崇仁剛好相反，比起外面的前線任務，更適應警校的輕鬆工作，也常常因為崇仁的衝動，給自己帶來過不少麻煩。 | 第109-122回                                                      |
| 林志豪 | 劉文昌C      | 市刑大警官 34歲，警校助教兼射擊訓練官，人緣、脾氣都不好，因為矛盾而與王崇仁成為死對頭。喜歡在投資市場打轉而累積無法還清的龐大債務，被敏國強納為己用後，替他執行多數暗殺和眼線任務後被警方盯上。最後在執行任務時身分意外曝光，被苑淑娟丟飛刀刺中而被滅口。 | 第109-117回                                                      |
| 邱德洋 | 吳嘉佑       | 學生 22歲，市刑大局長吳中雷之子，從小缺少工作忙碌的父親陪伴，只會受父親打罵之下而對警察懷有敵意。認為警察無能而多次扮成「蒙面俠客」替天行道，卻看見李邵潔的樣貌而屢次受她追殺，但幾乎每次都平安脫險。直到後來無意間目睹劉文昌殺人後遭到李邵潔槍擊，原本搶救及時而即將痊愈，最後卻被劉文昌調換藥水而斃命。 | 第108-114回                                                      |
| 張文綺 | 趙佳萱♣      | 敏家刺客 22歲，吳嘉佑的多年好友兼同學，參與過嘉佑的“行俠仗義”。但私底下其實是敏家的一位眼線，漂亮的表面下極度心狠手辣、殺人如麻。連續殺害晴文等多數人後，挾持王志堅時被警察抓獲，最後在押送時遭敏國強的私人軍隊槍殺滅口。 | 第108-109，114-121回                                             |
| 唐川   | 杜嚴明顏日月 | 牧師 60歲，前任選舉人員，王志堅的好友，滅門血案的受害人，之後就隱姓埋名躲在教堂當上牧師，成為指認敏家的關鍵證人，但最後死在趙佳萱的槍下。 | 第118-120回                                                      |
| 夏和熙 | 徐強         | 學生 22歲，吳嘉佑和趙佳萱的多年好友與同學，因為吳嘉佑的關係也和他一起替天行道，但看見李邵潔的樣貌被她射殺。 | 第108-111回                                                      |

### 第二十三單元：迎戰強權
| 演員   | 角色   | 介紹 | 登場回數         |
| 曾安琪 | 劉美娟 | 酒店小姐 29歲，雪莉的高中學姐，美麗有才華、並且善解人意，因此在家中最受重視。為了養家與实现自己服装设计的梦想而在酒店打工，卻受到葉光輝與何昌哲三番兩次的騷擾，甚至包括一次下藥迷姦。受委屈之下還面臨家人遭受強制驅離，於是開始想盡辦法為自己和家人們平反，最後在雪莉的用心幫助之下成功打贏官司。           | 第122-127回      |
| 胡鴻達 | 劉坤和 | 自由職業者 31歲，劉美娟的哥哥，從小被母親過度寵溺，因此在家好吃懶做、遊手好閒。做事一向蠻幹、不顧後果，為了利益與面子而開始在投資與賭博之間來回徘徊，導致最後淪落到負債累累的地步。到處惹事生非的他，直到父親被葉光輝害死後才幡然悔悟，開始扛起保護家庭的擔子，最後妹妹和母親成功被平反後發誓以後永不犯錯。 | 第122-127回      |
| 潘麗麗 | 方心萍 | 水果店老闆娘 53歲，劉坤和與劉美娟的母親，退休後在家養老，因為溺愛兒女而常常與丈夫發生爭吵。尤其對兒子坤和最為心軟，即使他犯錯不斷卻還是相信著他。全家人被孤立後，為了保護家人而選擇跟檢察官求情，被葉土城一方篡弄靠著賄賂而險些被判刑，事情落幕後以緩刑處分，並且最後一家團圓。                             | 第122-127回      |
| 賀軍政 | 劉世貴 | 水果店老闆 55歲，劉家的一家之主，多年經營水果攤，石正茂的老朋友。個性頑固，即使家裡面臨強拆危機卻仍然不對建商低頭，整天還要應付一個好吃懶做的兒子。因為坤和和建商勾結一事而被其他住戶孤立後，獨自到樓頂洗水塔時再度和葉光輝發生爭吵，最後被葉光輝推進水塔而不慎觸電身亡。                                   | 第122-124回      |
| 王中皇 | 葉土城 | 土城建設董事長 50歲，土城建設的總裁，一名財大氣粗的房地產商，雖喜歡爭奪土地，但習慣利用和平的方法與住戶協商。兒子犯下殺人罪後盡其所能地幫他擺脫罪行，靠著雇用黑道殺手來清除所有證人和障礙、包括殺害王菲。最後為了避免事態擴大而意圖投降，但為了阻止自己雇用的殺手開槍而用自身擋槍而死。                     | 第123-127回      |
| 成潤   | 葉光輝 | 土城建設總經理 28歲，土城建設的少東，葉土城的兒子，從小被父親過度寵溺而目中無人，不霸佔到父親想要的土地誓不罷休，僅僅只想向父親證明自己。與劉世貴有極深的過節，乃至將他推進水塔並害其觸電身亡。之後一直受父親保護，但目睹父親為自己犧牲之下才決定投降，最終判處有期徒刑二十年。                             | 第123-127回      |
| 王上豪 | 何昌哲 | 法官之子 28歲，葉光輝的好友，氣焰囂張的富二代，仗著自己的法官父親而在外放肆生事、處處為所欲為、遊手好閒，性侵劉美娟後想盡辦法逃離法律制裁，最後還是依法被檢警逮捕。 | 第122-125，127回 |
| 胡鈞   | 吳進寶 | 法官 49歲，何昌哲的父親，黃銘偉的老同事，一個見利忘義、見錢眼開的法官，為了錢可以為任何人做牛做馬，與葉土城合作辯護兒子們，最終因東窗事發而被逮捕。 | 第124-127回      |
| 梁佑南 | 何明月 | 法官夫人 48歲，何昌哲的母親，十分溺愛、重視自己的兒子，每次會幫他收拾闖禍的爛攤子，也操縱方心萍去玩弄法律，最終因東窗事發而被逮捕。 | 第124-127回      |
| 未知   | 楊有明 | 土城建設代書 26歲，土城建設聘用的年輕代書，並不知情公司的不法事務，但目睹葉光輝殺人後被迫收下葉土城的封口費。後來良心不安之下還是將實情供出，最後和王菲被葉土城買兇殺害。 | 第123-125回      |

### 第二十四單元：無毒有我
| 演員   | 角色         | 介紹 | 登場回數                                                             |
| 白家綺 | 陳文君程美晴 | 緝毒組警官，喬裝成酒店公關並利用假名在酒店搜集販毒證據，詳見地檢署。 | 緝毒組警官，喬裝成酒店公關並利用假名在酒店搜集販毒證據，詳見地檢署。 |
| 吳皓昇 | 顏文斌C      | 市刑大警隊隊長 35歲，偵辦毒品案件的偵五隊隊長，破獲不少大宗的毒品案，市刑大公認的明日之星。私底下是一名靠作假案來塑造自己的英雄形象的腐敗警察，並且將大部分查獲的販毒集團拿去自行經營謀利。三年前曾唆使小高殺害程美晴的哥哥陳志仁，如今出入酒店時與臥底的程美晴相識，原本對她動了真感情，但與她交往一陣子後才發現她的臥底身份。靠挾持她進行毒品交易時受警方圍捕，但被她奪槍擊敗後遭緝拿，最後不願接受法律制裁而在眾人面前自盡身亡。 | 第127-133回                                                          |
| 陳謙文 | 蘇健全       | 吸毒者 27歲，梁東明的表弟，與母親相依為命，但年紀輕輕就沉迷毒品、不務正業，因此屢次在工作中遭到開除，為家人帶來過很多麻煩。但後來在被自己的表哥與母親教育後才開始慢慢悔改，成為指認販毒案的重要證人，事情過後正式擺脫毒癮，與母親繼續經營麵攤。 | 第128-136回                                                          |
| 楊佩潔 | 柯郡庭       | 酒店小姐 26歲，沉迷吸毒的酒店小姐，年輕貌美、心地善良，因為有家累而善解人意。一次不慎牽扯進毒販身亡的重大案件裏，由此認識蘇健全後開始受他影響，才決心和他痛改前非。受到文君的庇護，和健全一同成為指認毒品案的證人，案件落幕後正式加入蘇健全的家庭。 | 第128-136回                                                          |
| 陳彥廷 | 呂永安C      | 市刑大警官 32歲，偵五隊的小隊長，顏文斌的左右手，與他一同私下瀆職且中飽私囊。事跡敗露後選擇出賣顏文斌，隱瞞一部分罪行後免職，雖幸運獲釋卻也淪為亡命之徒。先是分別被梁東明與小高刑求，最後沒辦法清楚交代顏文斌的遺產而遭到小高溺斃。 | 第130-135回                                                          |
| 馬俊麟 | 施民生       | 毒販 29歲，神秘毒販兼軍火供應商，常常幫助許多道上兄弟、包含蘇健全提供毒貨，私底下為顏文斌工作。在警方的圍捕中落網後選擇當污點證人，但卻受到謝士農的懲罰，淪為送給警察的人肉炸彈而被雷酸汞炸死。 | 第127-135回                                                          |
| 趙心妍 | 洪秋桂       | 麵攤老闆娘 48歲，蘇健全的母親，梁東明的阿姨，多年經營麵攤，對外甥東明十分照顧。與曉雯感情也比較要好，也常因為兒子健全吸毒且不知進取而感慨。之後目睹兒子痛改前非，加上案件中受傷的梁東明平安無事後才感到欣慰。 | 第128-133回                                                          |
| 蔡明瀚 | 江文裕C      | 市刑大警官 48歲，偵五隊的警官，顏文斌的下屬，幫他辦了不少髒活，在一次行動中協助顏文斌洩漏檢警機密給施民生被檢警查獲，堅決不供出任何事實後被移送看守所。 | 第128-132回                                                          |
| 李志堅 | 王董         | 酒店老闆 52歲，顏文斌的合作對象，與他一起賺了不少髒錢，和他一起去交易毒品時交易地點被警方知道，在與警方展開槍戰過程中被顏文斌滅口。 | 第129-133回                                                          |
| 周育生 | 秦飛         | 線民 35歲，曾與王菲合作的線民，後來變成呂永安的手下，替呂永安追殺梁東明、蘇健全和柯郡庭三人後被雪莉逮捕，被釋放後被小高已溺斃方式處決。 | 第131-134回                                                          |
| 李笠豪 | 古富貴       | 吸毒者 35歲，一位患有愛滋病的街頭毒蟲，因吸毒關係搶走莊曉雯的手包去買毒品來吸食，但又被施民生的手下殺害，他的死讓閃電組注意到這件毒品案。 | 第127-128回                                                          |
| 米漿   | 郭樹榮       | 黑道大哥 36歲，一名牽扯重大毒品案的嫌犯，經常出入夜店販毒、開派對，但一晚陪柯郡庭睡覺時，因吸毒過量導致猝死在床上，導致柯郡庭被黑道和警方追查。 | 第128回                                                              |

### 第二十五單元：再說一次，愛我
| 演員   | 角色         | 介紹 | 登場回數    |
| 張倩   | 高秋燕       | 畫師 49歲，陳文君的母親，也是她唯一的親人，雖慈祥卻長期被精神病所苦。兒子陳志仁數年前因染上毒癮而被丈夫趕出家門、甚至參與販毒而慘遭殺害，無法承受喪子之痛而精神崩潰，在女兒和石正茂的幫助下住進養老院。總是認不出時常來探望自己的文君就是親女兒，反而將她認成妹妹，常令文君暗自神傷。之後因女兒間接害死顏文斌而不幸受牽連，遭謝士農綁架當作人質，被折磨許久後還是被他的一槍打中身體。重傷臨死的她一度恢復所有記憶，認出女兒文君並道完歉後死在她的懷裡。 | 第134-139回 |
| 喬華國 | 謝士農       | 化學教授 62歲，顏文斌的父親，化學與工程的高手，人稱「謝老師」。妻離子散後長年待在毒品盛行的哥倫比亞，在制毒方面發現天分後邁入高端犯罪道路且越陷越深。回台來找尋小兒子顏文斌的遺產並為他報仇，急切殺光所有導致文斌喪生的有關人士並抹除相關證人，還綁架高秋燕來控制住文君作為報復手段。最後在制毒的一刻仍執意要報仇，即使受大兒子泰源勸阻卻還是決定一意孤行。開槍重傷高秋燕後企圖再殺害文君，但被雪莉及時槍殺而阻止暴行，最後懊悔過錯而死在泰源面前。     | 第135-139回 |
| 汪建民 | 翁天成謝泰源 | 計程車司機 36歲，謝士農的長子，顏文斌的哥哥，也是一名化學的高手，與自己的家人聚少離多。雖身為毒梟之子卻心地善良、富有責任感，發誓不碰任何毒品，意外載到在酒店臥底的文君而成為好友。不希望讓自己與父親重回毒網，這次父親要求他返台參與買賣，因此化名翁天成來開計程車打掩護，但只是想查清楚弟弟的死因。最後想盡辦法阻止父親殺人卻錯估形勢，看著父親被射殺後決定繼承父親遺願，從此開始著手擅長的化學開始為人類造福，與文君分別前也化解前嫌。               | 第134-139回 |
| 方大韋 | 小高         | 毒販 33歲，謝士農的心腹，為道上兄弟，心狠手辣、辦事效率高。專門擅長溺斃形式的嚴刑拷打手段，當初幫顏文斌溺死文君的哥哥陳志仁，如今幫助謝士農殺害所有害死顏文斌的人士。受檢警盯住的他繼續遵從謝士農的任何命令，隨著他的死也一同被檢警逮捕，最後承認所有罪行而依法處置。 | 第133-139回 |

### 第二十六單元：分身
| 演員   | 角色    | 介紹 | 登場回數                                 |
| Gino   | 劉允文  | 閃電組的新任檢察官，詳見地檢署。 | 閃電組的新任檢察官，詳見地檢署。         |
| 羅巧倫 | 張育祺  | 室內設計師 27歲，房屋設計公司的主管，一名嬌縱狂妄、居高臨下的“女王蜂”，从小被富裕家庭收養，學會適者生存的理念以及鐵石心腸的個性。由於不想相認妹妹而被她囚禁，好不容易殺害她逃出去後卻不知悔改、繼續惹事，打算搬走重新來過前還是被檢警抓獲。證據確鑿下懺悔罪行，但自願提供醫藥費來治療莊文瑞，最後以殺害多名至親的重罪起訴。       | 第139-143回                              |
| 羅巧倫 | 王巧雲  | 醫院清潔員 27歲，張育祺從小失散的雙胞胎妹妹，從小被貧困家庭收養，高中畢業後因為學歷不高而當清潔工。非常憤世嫉俗，一直想嫁入豪門改善貧困生活。得知莊文瑞罹患肝癌後找到有錢的姐姐育祺想跟他借錢，遭拒絕後囚禁姐姐並頂替她的身份，由於本性比較善良，而在所有人面前改善姐姐的形象。但最後因為不注意而被她勒死；死後身份由張育祺頂替。 | 第140-143回                              |
| 林健寰 | 林國樑  | 企業商人 34歲，張育祺的丈夫，與育祺的感情不佳，一心除了事業以外就是延續後代，讓無心生子的育祺不堪其擾。在育祺身邊得不到作為丈夫的威嚴，意外與育祺的秘書薛惠萍有染，成為壓垮他們婚姻的最後一根稻草。見到頂替育祺的巧雲後不知道她的身份，本來在她的允許下能夠實現目的，最後卻還是被育祺本人親手殺害。                               | 第139-143回                              |
| 馬利歐 | 莊文瑞  | 小學教師 34歲，巧雲的摯友，長期罹患肝癌，與巧雲從小一起長大，一直喜歡巧雲卻始終不被當一回事。和她合作囚禁育祺後和她相處一段時間，直到最後才發現巧雲被殺，而面前的巧雲也只是冒充者，向警方供出一切事實後得到育祺的資助補償而保外就醫治療肝癌。                                                                                     | 第140-143回                              |
| 大喜   | 薛惠萍  | 公司秘書 29歲，張育祺的秘書，喜歡跟著育琪瞎起哄，過去因為長相醜陋而整容，卻被丈夫告上劉允文的法庭。意外和老闆的丈夫林國樑有染，兩人約咖啡廳談判時不小心遇到追捕嫌犯的文君，間接讓育祺知道外遇一事，成為日後育祺殺人的動機之一。                                                                                                   | 第139-142回                              |
| 周辰達 | 邱律宇  | 自由職業者 35歲，薛惠萍的前夫，一個非常注重外在的自私鬼，得知自己妻子整過容而將她告上法庭，後來交代自己是由育琪告知。 | 第139-142回                              |
| 莫棠予 | 江靜安C | 市刑大警官 27歲，鑑識組的警官，文君的下屬，與嘉怡是同期出道，因鑑識組滿員而來到偵三隊支援。 | 第140-146回                              |
| 顏曉筠 | 賴嘉怡  | 市刑大新任警官，文君的下屬，詳見市刑大。 | 市刑大新任警官，文君的下屬，詳見市刑大。 |

- 陳喬兒在第142回中客串飾演林國樑的妹妹。

### 第二十七單元：蒸發
| 演員   | 角色         | 介紹 | 登場回數     |
| 林則希 | 劉思漢張銘凱 | 皇都建設律師 30歲，心思縝密的優秀律師，皇都建設的法律顧問，於律師界從未敗戰過。兒時父親因殺人罪入獄，使他被送入孤兒院長大，原本堅信父親是無辜，直到努力當上律師後才發現父親其實咎由自取，加上因為遭受排擠的成長環境而造成心理扭曲。如今一心想當駙馬爺的他不惜多次靠買兇殺人來掩蓋罪行，但自己的身世最終被公司查實，便決定榨取公司的錢遠走高飛。企圖挾持林祺芳來勒索贖金，但被警方包圍之下試圖服氰化鉀自盡未遂。經過搶救後最終認清是自取罪戾，審判前在獄中自殺來逃避刑責。 | 第144-147回  |
| 馬如風 | 林家麒       | 皇都建設總裁 57歲，皇都建設的老董事長，表面慈祥、卻喜歡門縫裡看人的老狐狸，只允許自己女兒與成功人士交往。生意上其實為富不仁，蓋合宜住宅的背地裡賄賂過市府官員，未知劉思漢掌握他賄賂的證據。原本策劃女兒和劉思漢的婚事，知悉他的真實身份後想將他趕出公司，卻受他威脅、勒索，最後連女兒都被挾持後才答應和檢警合作。 | 第144-147回  |
| 江晨希 | 林祺芳       | 皇都建設千金 28歲，皇都建設的千金小姐，林家麒的女兒，一個頭腦簡單的天真女孩。迷上劉思漢而不肯撒手，即使知道他的過去，卻被他劫為勒索林家麒的人質，最後被警方救出。 | 第144-147回  |
| 王惠五 | 洪順晟       | 保險業務員 47歲，劉思漢的客戶之一，由於被他捏著把柄而成為他的“清潔工”，協助他殺害一個又一個人且負責毀屍滅跡工作，直到他的女兒都受劉思漢毒害才決定向檢警自首。 | 第144-147回  |
| 莊奕勳 | 蘇特助       | 皇都建設特助 30歲，林家麒的特助，幫林家麒辦了不少髒活，也曾幫林家麒教訓與他作對的劉思漢，後因勾結廠商收取回扣的事情被劉思漢當成把柄而與他配合。 | 第145-147回  |
| 嚴偉立 | 謝玄祥       | 育幼院老師 37歲，育幼院的輔導員，照顧過幼年的劉思漢，目前領養一名盲眼少女取名叫孟潔。但因為劉思漢企圖銷毀當年他在孤兒院的詳細資料，被洪順晟殺害後毀屍滅跡。 | 第144，146回 |
| 畢志剛 | 張恩典       | 前科犯 67歲，劉思漢的父親，數十年前因強姦殺人而坐牢，贖完罪出獄後卻被事業有成的兒子視為恥辱。由於堅持要參加劉思漢的豪門婚禮，最後被兒子收買的洪順晟殺害。 | 第144-146回  |

### 第二十八單元：我本無罪
| 演員   | 角色    | 介紹 | 登場回數                     |
| 雷洪   | 程志宏  | 偷車賊 55歲，曾經轟動一時的汽車大盜，具有十秒內就能一眼就能探知是否能夠偷走車的技能，但在陰錯陽差地背負莫虛有的殺人罪而坐滿十五年冤獄。出獄後打算腳踏實地、重新做人，卻沒有被自己的兒子接受，同時因為不願重回犯罪而跟前手下高家偉反目成仇。因高家偉越加放肆犯案，甚至綁架自己的妻子後只能出手，最後成功反敗為勝、救出妻子，並與兒子進一步化解嫌隙。 | 第147-152回                  |
| 馬國賢 | 高家偉  | 偷車賊 35歲，程志宏的前手下，外號「威爾剛」，一名貪得無厭、為所欲為的地痞流氓。多年前私自偷車時殺人藏屍，造成大哥程志宏背罪入獄，十五年下來接管幫派的老大位置。如今打算說服大哥重回幫派卻屢遭回絕，於是開始處處找他麻煩，而真正意圖其實也是霸佔他給妻小留的遺產。最後甚至發展到劫持他的妻子，在死不悔改下全軍覆沒，並被程豐龍射殺身亡。             | 第148-152回                  |
| 蕭惠   | 徐明麗  | 慈濟志工 50歲，程志宏的前妻，善良單純，於程志宏被判刑入獄時，輕信缺德律師楊有明的謊言而選擇跟他私奔，直到被他騙光所有積蓄後才悔不當初。獨自撫養兒子長大，等待程志宏出獄後與他重歸於好，同時盡全力修復他與兒子的關係。後來不慎牽連進他與高家偉之間的衝突，遭到高家偉挾持為勒贖的人質，得救後及時送醫搶救而平安脫險。                                 | 第147-152回                  |
| 唐治平 | 程豐龍C | 松山警分局警官 28歲，程志宏和徐明麗的兒子，偵辦連續竊車案時負責支援偵三隊，針對偷車賊始終保持著強硬的態度。從小缺少父親關懷和教育，因此對當賊的父親有著巨大的偏見，當上警察後更把父親視作恥辱。隨著案情發展以及旁人勸說，使他開始慢慢解開心結，最後與他攜手合作救出被挾持的母親，目睹父親不惜性命拯救家人的舉動而徹底改觀。                         | 第148-152回                  |
| 吳迦樂 | 方筱莉  | 市刑大新任警官，詳見市刑大。 | 市刑大新任警官，詳見市刑大。 |
| 張懷媗 | 邱雅玲  | 酒店小姐 35歲，程志宏的情婦，在程志宏入獄之後則與高家偉交往，因此被高家偉叫去接近出獄的程志宏身邊套話，但辦事不成卻遭到識破，最後還是選擇救他而被高家偉槍殺。 | 第147-152回                  |
| 柯宇熙 | 魏力    | 偷車賊 32歲，高家偉的左右手，幫著高家偉幹各種髒活，最後奉高家偉的命令下與程志宏交易贖金時，不但被劉允文抓獲，加上得知高家偉的死亡之下，才坦承一切罪行。 | 第148-152回                  |
| 劉克勉 | 楊有明  | 律師 52歲，程志宏的前律師，毫無職業道德，於當年程志宏被判刑之時，慫恿徐明麗與其離婚，之後騙光她的錢後溜之大吉。如今受到懲罰，說不出遺產位置而被高家偉槍殺。 | 第147-151回                  |
| 陳清達 | 劉國全  | 黑道大哥 40歲，外號「全國仔」，從事走私毒品和軍火的生意。當自己的軍火和毒品被高家偉偷走時去找程志宏算帳。後來去找程豐龍時被警方逮捕。 | 第151回                      |

### 第二十九單元：手足
| 演員   | 角色   | 介紹 | 登場回數                  |
| 林道遠 | 劉晶寶 | 學習障礙人士 25歲，劉允文的弟弟，從小因為母親離家、父親忙於工作，只能與哥哥相依為命。生來患有嚴重的學習障礙，只有不到六歲小孩的智商。雖然天真無邪，處處受他人指責和嘲笑，有時候會給允文和身邊朋友造成麻煩。由於無意間拿走屬於朱承天的鑽石，對此毫不知情的情況下遭他綁架、刑求，平安獲救後跟哥哥團圓。後來在偶然下重逢久別的母親林淑慧，即使相隔多年卻仍能一眼認出她，最後被走出陰影、接受母親的允文的允許下，在醫院與她正式一家團圓，之後就被允文送往特殊學校唸書。 | 第153-162，166，225-226回 |
| 米可白 | 葉欣儀 | 花店老闆 28歲，劉允文的表妹，一天辛苦照看花店時，也要順便幫允文照顧晶寶，曾經剛好被文君誤以為是允文的女朋友，之後向她澄清事實後，兩人馬上成為朋友。允文不知情的是，她其實一直和允文久別的母親林淑慧有交情，但並沒有告訴允文以防止他生氣，也不知情林淑慧參與人蛇集團一事。 | 第153-163，166回          |
| 馬國畢 | 朱承天 | 黑道大哥 35歲，一位專門洗黑钱、暴力討債與銷贓鑽石的道上兄弟，但對身邊的朋友重情重義。身體長期患有肝癌，計劃籌夠所需資金後到國外治療。當自己的鑽石失蹤後，開始對拿走鑽石的晶寶實施殘酷刑求，最後被檢警圍捕時目睹摯友陣亡後，選擇放棄逃跑機會、留下來和摯友一起遭檢警槍殺。 | 第153-158回               |
| 余政鴻 | 牛億萬 | 黑道心腹 33歲，外號「阿牛」，朱承天的摯友兼心腹大將，跟他從小一起長大而情同手足。性格衝動、兇殘，經常不顧一切地處決任何看不順眼的人。協助朱承天找回失蹤的鑽石時和他被檢警追捕，最後再與警方對峙過程中為了掩護朱承天逃跑，死於警方的亂槍中。 | 第153-158回               |
| 蕭聖傑 | 林東茂 | 洗車人員 30歲，洗車行員工，外號「阿弟」，晶寶與允文的好友。與晶寶一起打工，有時候會幫允文照顧晶寶。受到大哥鄒誠的連累後，和晶寶均被朱承天抓走拷問鑽石下落，平安脫險不久後卻牽扯到人蛇集團的案件，被黃德隆的部下阿標殺害滅口。 | 第153-164回               |
| 劉馨如 | 毛敏華 | 法院書記官 28歲，法院的書記官，喜歡劉允文，即使後來知道他心有歸屬。負責管理法院搜索票的簽發令，在自己嗜賭的父親被債主朱承天囚禁後，被迫成為朱承天的眼線來走漏檢警消息，最後事跡被發現後決定認罪協商而判處緩刑。 | 第153-156回               |
| 未知   | 鄒誠   | 黑道大哥 38歲，林東茂的大哥，平常都會將車子交給林東茂清洗，貪心搶走朱承天的鑽石而引起整個事件，在洗車場被朱承天槍擊後被他抓去刑求，供出鑽石的下落後血流過多而死。 | 第153-155回               |
| 楊德意 | 毛智賢 | 賭徒 50歲，毛敏華的父親，因為賭博欠下朱承天龐大債務，被朱承天抓去威脅女兒敏華擔任地檢署的內應，最後一同被警方逮捕。 | 第154-156回               |

### 第三十單元：法外情
| 演員     | 角色    | 介紹 | 登場回數                                                                           |
| 馬惠珍   | 林淑慧♣ | 應召站經理 50歲，劉允文和劉晶寶的母親，同時也是一名經營人蛇集團的大姐頭，外號「林太」。多年前跟自己的家暴丈夫離婚後，被迫丟下兩個兒子允文與晶寶一路逃亡，無處可去之下被迫為黃德隆旗下的人蛇集團工作，身份一直不為人知。直到現在因趙國忠臥底時提供的證據而暴露身份，被兒子允文親自抓捕後因罹患腦癌而免受刑期，幡然悔悟並協助檢警抓捕人蛇集團的所有有關人士。審判後最終得到兒子原諒，並和晶寶相認一家團聚。最後因腦癌逝世，即使交代所有關於黃德隆的相關證據，但最後還是沒能指證成功。 | 第158-166回                                                                        |
| 阿龐     | 趙國忠C | 掃黃組警官 43歲，市警局掃黃組組長，辦案積極、思考極快，負責偵辦人蛇集團的賣淫案。表面上與人蛇集團有密切來往，實際上是一名與石正茂長期配合的臥底警察，不惜以身敗名裂的代價滲透進人蛇集團。冒著被黑白兩道追殺的巨大風險繼續臥底任務，協助檢警破案並身負槍傷後去國外復健，但後來因為不明原因而失聯。 | 第158-166回                                                                        |
| 羅子惟   | 羅毅華  | 市刑大新任警官，詳見市刑大。 | 市刑大新任警官，詳見市刑大。                                                       |
| 陸一龍   | 黃德隆♣ | 人蛇集團的幕後黑手，林淑慧背後的老闆，有權有勢、深藏不露的黑幫大佬，詳見其他角色。 | 人蛇集團的幕後黑手，林淑慧背後的老闆，有權有勢、深藏不露的黑幫大佬，詳見其他角色。 |
| 童韋傑   | 郭熙♣   | 黑道小弟 25歲，林淑慧的管家及左右手，也替黃德隆賣命工作，外號「西瓜」，待人蠻橫惡劣、吃里扒外，幫助林淑慧和黃德隆做所有的髒活。對趙國忠非常不滿，在他開會時跟他發生衝突，被他抓上頂樓之後被他意外推下樓墜亡。 | 第158-162回                                                                        |
| 未知     | 阿標♣   | 黑道小弟 35歲，林淑慧和黃德隆的手下，在郭熙死後接替他的工作，但做事不像他那麼謹慎小心，同時也非常討厭趙國忠。吸收林東茂加入集團後奉黃德隆的命令將其滅口，甚至還聽從他的命令，企圖炸死所有警務人員，最後被趙國忠槍殺。 | 第162-166回                                                                        |
| 小炳     | 吳名傑C | 掃黃組警察 38歲，趙國忠的下屬，性格浪浪荡荡，毫無警察的威嚴，在趙國忠被免職後接任他的位置。與黃德隆很早就認識，然而跟他的犯罪行徑毫無瓜葛。儘管一開始常跟趙國忠作對，但最後醒悟而與他攜手合作。 | 第161-166回                                                                        |
| 林洪耀坤 | 顧壬洲  | 應召站業者 40歲，怡紅院的負責人，但卻是趙國忠的傀儡之一，最後在開會時遭到警方逮捕。 | 第160-162回                                                                        |
| 丁華寵   | 劉裕明  | 漁夫 60歲，林淑慧的丈夫，允文和晶寶聚少離多的父親，年輕時忙於跑船工作，如今搬到新加坡從事人工管理。一旦喝醉容易耍酒瘋，因為瞧不起妻子從事酒女、加上猜忌晶寶是她與外遇所生而頻繁暴打她，逼迫她拋棄兩個兒子離家出走。 | 第161回                                                                            |

### 第三十一單元：枕邊人
| 演員   | 角色         | 介紹 | 登場回數                      |
| 李南星 | 夏竣鴻陳學良 | 國際刑警 35歲，來自新加坡的臥底國際刑警，謎一般的人物，身手矯健、足智多謀，能夠徒手應付持槍者，暗地做的事情總讓人摸不著頭腦。多年來一直在暗中調查組織的背景，身份曾經被方光緯變造成夏竣鴻，上司被方光緯射殺後導致身份不被國家承認。在台灣臥底時身份為章氏建設專案負責人，導致多次受組織追殺，但每次都化險為夷，儘管得到閃電組質疑，但最後還是和他們達成共識之下成為盟友。隨即擔任指證黃德隆的關鍵證人，但因為臥底身份問題而未得到認同，案件結束後再度銷聲匿跡而繼續追查組織內幕。 | 第167-168，171-180，183-184回 |
| 邱琦雯 | 章雅婷       | 章氏建設千金 31歲，劉允文的表妹，年輕貌美、聰明伶俐的女孩，同時待人善良、真誠，毫無富家大小姐的性子。與孫大富結婚多年卻不融洽，還是靠自己察覺到丈夫每晚偷偷在外搞七捻三。如今再也無法忍受他的謊言連篇，便自導自演一場自己的失蹤，讓媒體和檢警將矛頭全部指向孫大富，藉此機會讓他身敗名裂。但也因此被孫大富所委託的王勝哲追殺，所幸受夏竣鴻幫助而平安獲救。案情發展同時讓自己的目的達到，出面指證且識破孫大富的所有謊言，進而使其被孤立，在他死後繼續協助夏竣鴻的調查。             | 第167-175，179回              |
| 李志希 | 孫大富♣      | 章氏建設總經理 35歲，章雅婷的丈夫，一名欺軟怕硬、見利忘義的負心漢，做生意不講誠信，既好色又貪生怕死。不僅背著雅婷在外接二連三搞外遇，甚至盜用公款來秘密資助幕後組織以及其他海外恐怖份子，藉以造成慌亂再從中獲利。因妻子雅婷的“失蹤”讓他的罪證敗露，徹底淪為全民公敵，但正要移送審判前被埋伏在市刑大外的方光緯當眾槍殺滅口。 | 第167-173回                   |
| 四方   | 王勝哲♣      | 恐怖份子 38歲，來自新加坡的職業殺手，幕後組織成員之一，光頭的特徵讓人印象深刻，帶領隊伍來到台灣負責刺殺夏竣鴻，並湮滅任何他查緝的證據。刺殺時出師不利被檢警逮捕，被同伴救出後聽從黃德隆而找上孫大富合作，替他追殺章雅婷與劉允文。但最終再次失敗而落網，爽快地承認所有犯行後剛要移送審判，就與孫大富一起在警局外被方光緯滅口。 | 第167-173回                   |
| 章家瑄 | 謝素茹       | 章氏建設秘書 31歲，章氏建設秘書，孫大富的情婦之一，與章雅婷是好友。但雅婷所不知道的是，她其實和孫大富聯合做假帳、甚至發生關係，直到被雅婷抓到現行。審訊時才發現孫大富的陰暗真面目，因感謝雅婷不選擇控告她，釋放後選擇洗白並投靠章雅婷來合作報復他。 | 第167-173回                   |
| 蓁勤   | 林淑真       | 章氏建設董事長 49歲，劉允文和劉晶寶的阿姨，章雅婷的母親，同時也是林淑慧的妹妹，多年來將兩個外甥允文與晶寶視如己出，也對於自己女兒做的事感到十分不理解。 | 第167-173回                   |
| 蔡湘宜 | 胡梅華       | 仙姑 45歲，寺廟的仙姑，俗稱算命百發百中，但因為有詐欺前科，靠著章雅婷的暗中資助才撐到現在，並對她忠心不二。 | 第167-173回                   |
| 賴芊合 | 蘇紫祺       | 洗錢者 33歲，新加坡人，孫大富的情婦，與孫大富在夜店認識，與他發生一夜情後開始與他合作，卻不慎被他設計而死於車禍。 | 第167，169回                  |
| 張森   | 李長官       | 國際刑警 40歲，陳學良的直屬上司，曾是少數知情他真實身份及臥底任務的人，然而在新加坡和陳學良在戶外面會後，正要離開時被方光緯開槍射殺。 | 第173回                       |

### 第三十二單元：真相
| 演員     | 角色          | 介紹 | 登場回數                                                           |
| 王燦     | 雷忠霖♣詹慶堂 | 忠霖建設董事長 47歲，表面上是一名精英富豪，實際上是一名擁有雙重身份的逃犯。二十五年前跟著大哥江仲宇共同搶劫殺人，後被組織高層黃德隆當作實驗品，灌輸新的指紋和身份，之後就一直隱姓埋名躲在徐彩霞身邊，與她結婚生女度過整整二十五年。如今距離追訴期原本剩下一星期，但由於所犯罪行產生罪惡感、加上前大哥的干預而導致身份暴露。因為對妻子、女兒、母親和妹妹的愧疚而選擇出面投案，但證詞沒有被採信、因此準備面臨二十年刑期，最後還遭到方光緯劫囚而落下嚴重槍傷而死，但仍將肝捐贈給母親作為贖罪。         | 第174-184回                                                        |
| 韋汝     | 徐彩霞        | 忠霖建設董事長夫人 35歲，詹慶堂的妻子，與靜琳是多年的好姐妹，亦認識章雅婷，與丈夫相愛且共同經營事業。兒時身為整形醫生的父親被江仲宇殺害，受詹慶堂保護才逃過一劫。長大後與改變身份的詹慶堂結婚，多年來對其真實身份一無所知。直到現在才開始在追訴期的最後時刻挖掘真相，最終發現丈夫竟是殺父仇人的共犯。原本無法接受殘酷的真相，但考量到女兒倩倩需要父母陪伴、加上忠霖確實有悔過之心，好不容易選擇接受並原諒他後，來到警局本想阻止他自首。但目睹方光緯將要殺他滅口，最後選擇幫忠霖擋下子彈而傷重不治。 | 第174-182回                                                        |
| 李建緻   | 方光緯♣       | 恐怖份子 35歲，大陸九江人，效力於幕後組織的殘暴殺手，在海外造成過多數恐怖活動。草菅人命、乖戾殘暴，手段極盡兇殘，在殺人、刑求、販賣人口的時候根本不會眨一下眼。為黃德隆賣命多年的忠誠部下，對他的一切命令都是絕對辦到，數年前負責改變陳學良的指紋與身份。如今持續抹除任何威脅到組織的人，其中包括因罪惡感而打算背叛指證黃德隆的詹慶堂，誤殺其妻徐彩霞並挾持簡甜母女，在此期間聽令將黃德隆偽裝成受害者。與檢警火拼中負傷逃跑，依然不放棄完成任務，最後奉命去劫詹慶堂的囚車時被張雅庭射殺身亡。       | 第173-184回                                                        |
| 聶秉賢   | 江仲宇        | 前科犯 52歲，舊時代的重罪犯，詹慶堂的前大哥。生性暴力，貪得無厭，當年與詹慶堂搶劫殺人後找過彩霞的父親整容後將其滅口，但因好色而將酒店小姐帶出場後，受到黃德隆出賣加上指紋驗證身份而被捕入獄。如今服刑完二十五年出獄，不知悔改下仍在外作惡多端，屢次找改變身份的詹慶堂麻煩，最後被忍無可忍的他槍殺後埋屍。 | 第174-180回                                                        |
| 增山裕紀 | 羅民生        | 閃電組的新任檢察官，負責金融犯罪的案件，詳見地檢署。 | 閃電組的新任檢察官，負責金融犯罪的案件，詳見地檢署。               |
| 常立琳   | 曾靜琳        | 閃電組的新任女檢察官，曾茂發的女兒，從記者考上檢察官，詳見地檢署。 | 閃電組的新任女檢察官，曾茂發的女兒，從記者考上檢察官，詳見地檢署。 |
| 陳玉玫   | 簡甜          | 資源回收員 58歲，詹慶堂的母親，多年來進行著資源回收工作，也對於自己兒子在多年前犯下的罪行十分失望。但得知自己的兒子就是雷忠霖後還是選擇原諒他，但卻無端受到牽連被方光緯綁架，獲救後和孫女相認。後來突然重病不起，是靠兒子忠霖捐出的肝才活下來。 | 第177-184回                                                        |
| 王詩庭   | 雷倩倩        | 學生 10歲，詹慶堂和徐彩霞的女兒，小名「囡囡」，天真無邪的小女孩。後來因父親的關係而曾遭到江仲宇威脅，緊接著遭到方光緯綁架，但平安被檢警救出後跟奶奶與姑姑相認。最後不知道父母相繼過世的事情，並由奶奶與姑姑帶回家撫養。 | 第174-183回                                                        |
| 包家寧   | 詹慶華        | 通訊行員工 25歲，詹慶堂的妹妹，對母親十分孝順，一直不希望母親做資源回收人員那麼粗重的工作。受哥哥牽連而與母親被方光緯綁架後被平安救出，之後和母親與姪女一起生活。 | 第178-184回                                                        |

### 第三十三單元：惡房東
| 演員   | 角色    | 介紹 | 登場回數                                                               |
| 楚宣   | 謝儀萱♣ | 為組織賣命的辯護律師，幫黃德隆辯護，是允文的前女友，詳見其他主要角色。 | 為組織賣命的辯護律師，幫黃德隆辯護，是允文的前女友，詳見其他主要角色。 |
| 王上豪 | 小武♣   | 恐怖份子 30歲，幕後組織外圍活動的職業殺手，負責幫組織善後且清理門戶，內心渴望變得強大，一直以來靠著組織開發的藥物來增強膽量與體能。在方光緯死後接替他的位置替黃德隆工作，但做事並不像方光緯一樣謹慎，反倒是一名十分偏激的好戰分子，喜歡橫衝直撞、為所欲為。每次都是仗著吃藥而自以為是世界之王，曾在吃藥的情況下打傷羅民生與梁東明。因不滿張雅庭公布自己的相片而處心積慮要她的命，利用抓走梁東明來企圖引張雅庭出面，最後再度依賴藥物打算殺她，但卻被她拿五色繩勒斃身亡。 | 第185-198回                                                            |
| 孟庭麗 | 范姜香  | 房東 54歲，一名蠻橫無理、欺軟怕硬的公寓房東，年輕時在屠宰場工作多年，婚後卻被移情別戀的丈夫拋棄，之後獨自將兒子范志通帶大，四處奔波、租房過活過程中也遭受過驅趕和傷害。如今做起租房生意，會想盡方法敲詐且狀告房客，甚至會篡改條約來挑三拣四，雞毛蒜皮的小事都會怪在房客身上。因心理創傷導致情緒容易失控，連續殺害兩名辱罵她的女房客，即使被告上法庭上都在反復撒謊及隱瞞案情。隨著鐵證如山而罪證確鑿，連謝儀萱都放棄維護她，最後為了兒子而坦誠罪行遭收押。               | 第185-191回                                                            |
| 王淮仲 | 范志通  | 律師助理 27歲，謝儀萱的秘書，范姜香的兒子，從小被母親過分溺愛，但性格與母親卻是南轅北轍、較為善良，總是會關心一下房客的感受。即使知道母親的無理取鬧但還是選擇視而不見，而之後母親因殺人罪被捕，對放棄為母親辯護的謝儀萱和閃電組產生不解，因此轉為黃德隆賣命。 | 第184-199回                                                            |
| 朱蕾安 | 萬媚媚  | 萬幫現任幫主，萬昭忠的妹妹，詳見第八單元。 | 萬幫現任幫主，萬昭忠的妹妹，詳見第八單元。                             |
| 傅冠傑 | 王玉輝  | 萬幫的管家，為萬媚媚打理幫派，詳見第八單元。 | 萬幫的管家，為萬媚媚打理幫派，詳見第八單元。                           |
| 孫綻   | 彭羽    | 黑道成員 28歲，萬幫的重要幹部，在幫派中的地位僅次於王玉輝，在他出國的時候負責輔佐萬媚媚。雖然一開始不相信警察，但仍富有責任感與使命感。之後便成為幫助檢警的線人之一，在後來的幾個案件中協助破案，並會跟嘉怡組成搭檔行動。 | 第189-192，196-209，212，226-232回                                     |
| 鍾其翰 | 彭子平  | 寺廟主持 29歲，梁東明的小弟，在神壇負責主持賣水晶藝品，是一個吊兒郎當、一事無成的小混混。講話油腔滑調、為所欲為，在外老是得罪人。搞外遇而跟女朋友沈玉如發生金錢糾紛，卻再三靠耍無賴來欠債不還，直到玉如被殺後背上黑鍋。雖然最後被釋放，但也因為上新聞而遭社會唾棄。 | 第185-190回                                                            |
| 吳芳宜 | 沈玉如  | 保險業務員 29歲，公寓的房客，天真單純、不諳世事的上班族，是彭子平的女友，對他的付出總是無怨無悔。後來得知他擅自搞外遇後瀕臨崩潰，還跟范姜香發生租房糾紛，因而慘遭情緒失控的她掐死、遭到分屍藏入公寓下水道。當屍體最終被發現且拼湊完畢後，手指甲內留有抓傷范姜香的痕跡而成為關鍵證據。 | 第185-187，190-191回                                                   |
| 袁儷珊 | 莊佩珍  | 酒店小姐 27歲，公寓的房客，拼命打工來照顧病重的母親，因為從事的職業而頻繁遭到對酒店小姐有偏見的范姜香敲詐、嘲諷，一次喝醉酒挑釁她之下被她勒死偽裝成上吊。 | 第185-186，189-191回                                                   |
| 趙唯伶 | 郭乃欣  | 房屋仲介 29歲，公寓的房客，負責房屋仲介工作，雖然時不時被范姜香敲詐，但每次都對她敢怒不敢言，只會用平靜的態度和她協商，隨後擔任指證她的關鍵證人。 | 第185-191回                                                            |

### 第三十四單元：販嬰集團
| 演員   | 角色    | 介紹 | 登場回數         |
| 楊瓊華 | 林紫涵C | 市刑大警官 38歲，执勤多年的女警官，偵三隊的學姊，自己的兒子在四年前被郭英發偷走，導致生活從此支離破碎。陷入精神不穩定的情況下仍然堅持警務工作，對於所有的竊兒賊有著極大的怨恨。如今在一個偶然的情況下，靠耳朵胎記認出跟鄭玉芬住在一起的兒子小偉，以此為契機曝光與幕後組織有關聯的販嬰集團。滿心期盼地將分離多年的兒子帶回家，卻受到不記得她是生母的小偉強烈抵拒。經過連串的打擊才慢慢學會養育之恩更為重要的道理，最後選擇幫助鄭玉芬打贏撫養權官司，並接納她搬到自己家中一同撫養孩子們。 | 第191-199回      |
| 林曉培 | 鄭玉芬  | 果農 41歲，多年居於山區的果農，而丈夫郭英發身為竊兒慣犯，但她非常善良親切，無論是與丈夫的犯行或是組織都毫無瓜葛，還養育遭丈夫綁架的小孩數年，尤其將林紫涵之子小偉視如己出。在丈夫死於警方圍捕導致真相大白時，養女即將被社工帶走，而養子小偉也即將被生母林紫涵領回，霎那間失去一切而幾近崩潰。但在案情釐清之後，最終獲得林紫涵將心比心的幫助與信任，不僅成功得到撫養權，而跟孩子們團圓，從此搬離山區跟她們一起生活。                                                                     | 第193-199回      |
| 江宣伶 | 陳玉珍♣ | 果農 47歲，鄭玉芬一家的友好鄰居，人稱「阿禧嫂」，時常照顧鄭玉芬一家。實際上卻是組織外圍的成員，因販嬰集團的事件而被捲入調查，被小武綁架平安脫險後打算漂白，卻還是被組織派遣的馮馨通過遠距離射殺身亡。 | 第193-199回      |
| 嚴常銘 | 郭英發♣ | 綁架犯 45歲，鄭玉芬的地下丈夫，是一名專門偷竊、綁票小孩的慣犯，四年前抓走林紫涵的兩歲兒子小偉。如今企圖綁架一個富家小孩進行勒索，但在藏身地點暴露之下被警方擊斃。 | 第191-193回      |
| 郭正倫 | 算命師♣ | 算命師 42歲，本名不詳，表面上在廟口擺攤做生意，事實上是組織的眼線，負責在外面傳遞及提供情報，最後隨著謝儀萱的暴露、與她一起被逮捕。 | 第197，206-212回 |
| 洪昰顥 | 曾友財  | 綁架犯 30歲，郭英發的手下，是跟他一起綁架小孩的共犯，但中警方設下的陷阱而被逮捕，最後供述出實情而使郭英發暴露行蹤。 | 第191-192回      |
| 未知   | 古福禧♣ | 果農 50歲，陳玉珍的丈夫，人稱「阿禧」，組織外圍的成員，在販嬰集團一案被檢警調查後被組織派遣的小武殺害滅口。 | 第198回          |
| 未知   | 郭冬梅♣ | 山上居民 73歲，鄭玉芬和郭英發的養母，在組織中是負責綁架小孩的工作，在郭英發死後被調查而被黃德隆派遣的小武用漁線勒斃。 | 第192回          |

### 第三十五單元：駭客任務
| 演員   | 角色        | 介紹 | 登場回數             |
| 蘇暐淇 | 馮馨♣劉安可 | 職業殺手，「X」 27歲，組織的暗殺者，聰明、冷血又無情，與張雅庭和謝儀萱是同期被培養的女殺手。擅長狙擊，喜歡吃蘋果，長期幫組織清理門戶，執行暗殺任務後習慣留下「X」的記號。化名「潘芳芳」與萬媚媚在國外認識，與她成為一對好姐妹。如今為劉光誠賣命，處心積慮打算取代張雅庭的頭號殺手位置。得知親生父母被殺害後，誤以為是張雅庭下的手，試圖狙殺她卻未成功。奉命綁架黃德隆被警察抓獲，拒絕萬媚媚的相助以不讓她繼續牽扯，本即將面臨法律制裁，但移監期間被張雅庭遠距離狙殺身亡。 | 第199-212，216回     |
| 傅子純 | 黎信宏      | 駭客 33歲，年輕英俊、手段高超的駭客，技術高超到可以隨時隨地入侵一台電腦、網站、國家安全系統；學出本事實際上是想查出自己父親當年含冤的真相，但被組織盯上後表面上跟他們配合，卻利用聰明才智去洩漏組織的資訊。當雙胞胎弟弟死後便融入他的身份繼續活著，決定靠一己之力徹底摧毀組織來為家人平反，潛伏在組織身邊為檢警提供協助。等到組織徹底瓦解後，知道自己不能頂替弟弟來繼續和筱莉的戀情，為警方留下記錄真相的錄音後便從此銷聲匿跡。                                           | 第200-212，215-226回 |
| 傅子純 | 黃昭志      | 服裝設計師 33歲，黎信宏的雙胞胎弟弟，人稱「喬治」，由於長相與哥哥一模一樣，因此經常運用調包計來頂替自己的哥哥入監服刑，跟哥哥唯一不同點是手臂上沒有傷疤。與哥哥互換身份的同時認識方筱莉，成為她的交往對象，卻被捲入組織的案情而遭到林依珊殺害，死後身份由哥哥頂替。 | 第201-211回          |
| 王中皇 | 劉光誠♣     | 光誠生技董事長，「蚩尤」 47歲，藥品和食品公司的老闆，行事謹慎、深藏不露、陰險狡詐，擁有多個醫學、科研機構的經營權。組織的核心圈幹部之一，與黃德隆在組織裡各霸一方，也是他在組織裡最大的競爭對手，負責為組織提供化學工程藥物。後來對黃德隆等高層心生不滿而打算趁人之危般的一舉奪下領導地位。但最終還是落敗，在組織的批准下去探望久別的母親，藉此得到張雅庭的同情好讓黃德隆放過自己。最後企圖偷渡逃離台灣時被檢警抓獲，交代完罪證後以組織犯罪和多項教唆殺人罪而被判處死刑。 | 第201-226回          |
| 陳立芹 | 林依珊♣     | 光誠生技秘書，「N」 31歲，劉光誠的私人秘書，同時也被組織從小帶到大，代號「南西」，在劉光誠身邊身兼秘書、網絡駭客與刺客三職。表面上對劉光誠忠心耿耿，實為一名同時為老爺子和黃德隆提供情報的雙重間諜。唯一的弱點是對黎信宏產生的好感，即使深知他會暴露自己，但基於奉命殺死他弟弟的愧疚，一直以來無法對他痛下殺手。最後選擇協助他而瓦解組織，趁檢警找上門之前清除自己的身份資料與蹤跡逃跑，得到黎信宏的諒解與一些補助資金，對他表示感謝並擁抱以示告別後從此畏罪潛逃。        | 第201-211，214-226回 |
| 應蔚民 | 賈斯博C     | 市刑大警官 42歲，市刑大新調來的刑警，由石正茂從高雄指派來支援，擔任查緝組織的X專案小組領隊。為人看似輕浮，辦案認真起來卻不得小看，在同事面前留下過好印象並被視作榜樣。但後來因為妻小遭到組織要挾，被迫向組織妥協而走漏專案小組情報，最後遭到偵三隊圍捕而選擇舉槍自殺謝罪。 | 第209-215回          |
| 王彼得 | 何孟謙      | 檢察總長 60歲，石正茂的上司，擔任X專案小組的最高指揮官，同時也受理石正茂調查許多案情。為人清廉、正直，即使家人受到組織挾持也不輕易向組織妥協，也因此被組織視為必須剷除的威脅。最後在落單的情況下被曾維駿槍殺身亡，導致專案小組被迫解散。 | 第204，211-214回     |
| 丁梅卿 | 張思琳♣     | 育幼院老師 48歲，張雅庭的育幼院老師，以育幼院為名義，事實上是組織的傳達命令者，負責將組織的命令交給算命師，最後因罪證確鑿被逮捕。 | 第206-211回          |
| 鍾倫理 | 江長豐      | 法官 52歲，審理刑事案件的法官，一位表裡不一、性好漁色的執法人員，不但喜歡從被告手中撈好處，並總是幫助他們逃脫制裁，最後因為不雅照片流出、並且勒索被告而被起訴。 | 第200-204回          |
| 劉佳旺 | 黃山♣       | 情報人員 40歲，黎信宏與黃昭志的父親，鄭昌水和黃德隆的戰友，在當年遭到敏文華出賣被指控為匪諜而遭到政府逮捕，被捕前將所有證據隱藏於家中祖先牌位內，之後在獄中含冤自殺。 | 第208回              |
| 未知   | 楊中興      | 駭客 30歲，黎信宏的手下，外號「獵鷹」，幫黎信宏處理過不少事情，還曾入侵市刑大的電腦，靠賄絡江長豐而免於判刑，最後受到黎信宏牽連而被劉光誠殺害。 | 第200-203回          |
| 玓靜   | 周雅琴      | 駭客 29歲，黎信宏的女友，幫助黎信宏做事，常和獵鷹一起行動，但卻受到黎信宏的連累而被劉光誠派遣的馮馨殺害。 | 第200-202回          |
| 何曼寧 | 洪秀丹      | 吸毒者 40歲，女毒蟲，跟江長豐發生關係藉此換取自由。也受黃德隆命令拿毒品陷害劉光誠的公司，最後被劉光誠派遣的馮馨殺害。 | 第200，203回         |
| 陳尚澤 | 小白        | 駭客 29歲，梁東明認識的網路駭客，一向竊取他人資料為生，可以把政府的官方網頁改掉內容。 | 第200，203回         |

### 第三十六單元：永遠不回頭
| 演員   | 角色     | 介紹 | 登場回數                                       |
| 龐祥麟 | 鄭昌水♣  | 黨國政治家，「老爺子」 68歲，身患絕症的老政客，組織的幕後領袖，一名野心勃勃、人人畏懼的獨裁者，一直以來都躲在幕後興風作浪，在政界其所作所為如同地下總統，也是閃電組歷年所有對付過、包含千門八將在內的組織有關人物口中的「他」。身體長期患有胃癌，先後靠服用簡敏華及劉光誠研製的禁藥來維持生命。看似人老病殘、勢力卻神通廣大，靠著捏人把柄、百官行述來讓所有腐敗政商為自己賣命，企圖爬上崇高地位來掌控一切。最後因為犯罪資料遭到黎信宏洩露出去、以及身為秘密證人的張雅庭作證下，被逮捕後以多項重罪合併判處死刑。 | 第212-226回                                    |
| 劉明峰 | 曾維駿♣  | 恐怖份子 30歲，鄭昌水身邊的左右手，幕後組織的忠誠者，是一個身份與國籍都雙雙不明的幽靈。沉默寡言、做事利索，而任何事情都是單打獨鬥。在去刺殺張雅庭時中計被她引入陷阱，最後被張雅庭槍殺身亡。 | 第212-219回                                    |
| 李又汝 | 潘欣蓓♣  | 記者，「P」 28歲，政治新聞記者，是靜琳的大學同學，總是靠著她的幫助而搶到不少頭條新聞。同時也身為一名組織成員，負責裝成挖新聞的樣子去各地打探情報，身份直到最後才被揭開，在碼頭找劉光誠算帳時被忠義擊斃。 | 第213-226回                                    |
| 李玉芬 | 盧若燕   | 碼頭居民 66歲，劉光誠的母親，在丈夫逝世、兒子誤入歧途離家之後，長期獨自隱居在海邊。脾氣雖然固執倔強，但富有強大同情心。無意間在海邊挽救重傷瀕死的張雅庭一命，也慢慢地開始將她視如己出，並點醒她關於父女親情的重要性。 | 第210，213-215，223-225回                      |
| 管謹宗 | 敏文華♣  | 資政 66歲，黨國大佬，如今擔任總統府資政，曾是石正茂、黃銘偉和吳淑凌的法律老師。身為敏國強、李孝文和吳百雲三人的生父，自稱對兒子敏國強先前犯下的種種罪行一無所知。當年曾經出賣鄭昌水與他的所有弟兄，如今回來台灣打算參選總統，卻受到鄭昌水的報復而被他一刀刺殺身亡。 | 第213回                                        |
| 楊德意 | 魏德賢D♣ | 地檢署檢察官 51歲，一名不屬於閃電組的檢察官，接替閃電組調查組織的案件。但實際上受到威脅而幫組織打掩護，想盡各種辦法針對閃電組進行打壓，也洩漏過不少機密給組織。最後與劉光誠多次見面被毅華拍下而成為證據，導致與組織有勾結的他被收押。 | 第211，214-222回                               |
| 蔡明瀚 | 許漢呈   | 立法委員 48歲，一名口是心非的立委，長期與周立委一同狼狽為奸，因為貪汙證據在鄭昌水手上而受到威脅，即使心有不滿但還是被迫為鄭昌水做事。 | 第213-225回                                    |
| 魏文良 | 李為忠   | 檢察總長提名人 55歲，當任總統親自挑選的檢察總長，但因不是組織要的人而被視為威脅，因此遭劉光誠殺害。 | 第219-221回                                    |
| 洪崴   | 張湘寧   | 地檢署書記官 27歲，閃電組第三任書記官，代替了外出受訓的曉雯而加入閃電組。 | 第223-225，228-230回                           |
| 林道遠 | 劉晶寶   | 劉允文的弟弟，學習障礙人士，詳見第二十九單元。 | 劉允文的弟弟，學習障礙人士，詳見第二十九單元。 |

### 第三十七單元：誰是繼承人
| 演員   | 角色   | 介紹 | 登場回數    |
| 梅芳   | 蔣麗玲 | 鳳翔旅遊社董事長 68歲，經營旅遊業的老董事長，是一位吹毛求瑕、斤斤計較的母親，丈夫病逝後與孩子們處於不好的關係。之後偶然認識趙輔助而賞識他的孝順，為了試探兒女們的心，不惜和他自導自演一場綁架案，但卻在參與其中時，不但最後在詹欣穎和蕭源財的合謀下遭到綁架，甚至最後被蕭源財教唆的小弟用枕頭悶死。 | 第226-231回 |
| 王燦   | 羅文佑 | 鳳翔旅遊社副總 34歲，蔣麗玲的養子，雖然不是家中親生，卻因為對養母十分孝順而有著很高的地位。在蔣麗玲遭到刺殺後不但被姐弟孤立，甚至因為種種跡象而被視為嫌疑犯，最後獲得清白後決定繼續經營養母親的事業。                                                                                               | 第226-232回 |
| 彭曉彤 | 詹欣穎 | 鳳翔旅遊社特助 32歲，蔣麗玲的秘書，美麗溫柔、做事利索，因此被蔣麗玲認定為未來的媳婦。內心卻心如蛇蠍，不滿為蔣麗玲做牛做馬多年，企圖霸佔她的家產而導演整起案件，最後得知蔣麗玲對她的用心良苦才懺悔認罪。                                                                                             | 第226-232回 |
| 陳彥廷 | 蕭源財 | 竊車集團老大 32歲，黑道大哥，外號「大財」，彭羽的死對頭，專門偷汽車，帶領著小弟到處偷拐搶騙。因為偷車次數過多而引起警方注意，為了羅家的財產選擇與詹欣穎合作殺害蔣麗玲，被警察抓獲後交代出自己的犯行後以多項罪名起訴。                                                                               | 第227-231回 |
| 錢君仲 | 趙輔助 | 街頭小夥 30歲，梁東明和彭羽的朋友，心地善良、擅長口技的年輕小夥，因為母親嗜賭、躲債逃亡而一直露宿街頭，卻被債主視為眼中釘而到處被追殺。照顧過蔣麗玲而被她視為乾兒子，在她死後得到她的資助後決定出去自行創業。                                                                                       | 第227-232回 |
| 馬俊麟 | 羅重坤 | 生意人 31歲，蔣麗玲的兒子，自以為是、不知天高地厚的敗家子，做生意眼高手低，賠光家中大量積蓄卻不知悔改。在母親過世後開始與羅文佑和姊姊爭財產，曾在爭奪家產時被詹欣穎打傷，最後在案情水落石出後才開始醒悟。                                                                                           | 第227-232回 |
| 張懷媗 | 羅馨琪 | 富家千金 37歲，蔣麗玲的女兒，羅重坤的姊姊，極為物質、追求奢侈的拜金女，多年來換過無數男友卻一直兩手空空，這次瞄準母親留下的龐大財產。在爭奪母親遺產時曾被詹欣穎打成重傷，平安脫險後與弟弟們和好。                                                                                                   | 第228-232回 |
| 思達   | 陳冠偉 | 富二代 35歲，羅馨琪的未婚夫，英文名為「查理」，一位典型的闊少爺，一向遵從馨琪的一切需求和選擇，跟她一起爭財產。 | 第228-230回 |
| 陳伶宣 | 賴素貞 | 富家千金 35歲，羅重坤的前妻，雖然已跟他離婚，但這次回來跟他一起爭奪財產擁有權。 | 第230-231回 |

### 第三十八單元：脫罪大師
| 演員   | 角色   | 介紹 | 登場回數     |
| 江俊翰 | 邱景仁 | 律師 35歲，靜琳的表哥，一名精通法律、聰明絕頂、文武雙全的辯護律師，人稱「脫罪大師」，在法庭上勝利率幾乎是百分之百，屢次替罪犯洗清罪名，與閃電組的檢察官們處於敵對關係。妻子墮胎導致他的父母傷心過重而雙雙去世，對妻子的做法百般不解。在外偷偷與劉慧君發生婚外情且也有了新的孩子，為了保護她與即將出世的孩子而親手殺妻，同時靠犯下連環殺人案的白宏彰為替罪羊。然而計劃最終反噬，不但牽連到靜琳被劉慧君刺傷，連自己都為了保護靜琳而受傷，最後滿懷愧疚下選擇低頭認罪，知法犯法之下被判處無期徒刑。 | 第232-235回  |
| 余采恩 | 韓佳佳 | 主婦 32歲，邱景仁的妻子，曾靜琳的表嫂，結婚後和邱景仁的感情非常不融洽，曾經因為流產而選擇墮胎，與他的關係也降至冰點。多年來雖然想盡辦法打算修復夫妻感情，但換來的卻是邱景仁的滿口怨恨，甚至還被景仁懷疑有外遇對象，最後在懷上他孩子時被劉慧君殺害。 | 第232-235回  |
| 潘映竹 | 劉慧君 | 護士 30歲，韓佳佳的醫護人員兼好友，是家暴的受害者，因為重視婚姻而選擇逆來順受。同時也是邱景仁的外遇對象，為了景仁與肚裡的孩子選擇和他與白宏彰合作，連續背叛殺害好友佳佳與自己的丈夫。最後因為連續刺傷靜琳與景仁而被檢警抓獲，即使有孕在身仍然判處無期徒刑。 | 第232-235回  |
| 宋少卿 | 白宏彰 | 殺人犯 40歲，患有嚴重精神病的連環殺人魔，殺害過多數女性卻不知悔改、反而引以為傲。多年來利用自己受過骨髓移植過的血型來將犯行瞞天過海，因而被邱景仁利用借刀殺人的武器。但最後言多必失而使自己的病史被檢警發現，企圖通過挾持筱莉來脫身，失敗之下被抓回去正式判處死刑。 | 第232-235回  |
| 王俐人 | 江羽潔 | 精神科醫師 34歲，罪案心理醫師，聰明伶俐、專攻犯罪心理學，是允文的好友。幫助過他診斷過白宏彰等多名精神罪犯，於是被允文請來作為本案的顧問。 | 第232-234回  |
| 楊念喬 | 邱子翎 | 地檢署書記官 28歲，閃電組第四任書記官，本案件中新加入，跟著閃電組辦案一直到最後。 | 第232-235回  |
| 蔡昆哲 | 羅進發 | 家暴犯 32歲，劉慧君的丈夫，具有暴力傾向，長期在家中虐待妻子，最後被邱景仁用球棒打死以保護慧君不會流產。 | 第233，235回 |
| 李英宏 | 曹彥成 | 心理諮商師 37歲，同性戀者，為韓佳佳解開心中的對邱景仁的疑惑，卻被邱景仁誤會是韓佳佳外遇對象。 | 第234回      |

## 腳註
1. ↑  歡歡燒炭自殺 張克帆小虎隊不捨 （页面存档备份，存于），中央社，2014年6月1日
2. ↑  
鄭孟晃. . 蘋果日報. 2013-01-25  [2013-01-26]. （原始内容存档于2016-03-04） （中文（繁體））.